# الحرب على غزة 2014
الحرب على غزة 2014 هو نزاع عسكري بين إسرائيل وحركات المقاومة الفلسطينية في قطاع غزة بدأ فعليًا يوم 8 يوليو 2014 والتي أطلق عليها الجيش الإسرائيلي عملية الجرف الصامد وردت كتائب عز الدين القسام بمعركة العصف المأكول  وردت حركة الجهاد الإسلامي بعملية البنيان المرصوص بعد موجة عنف تفجرت مع خطف وتعذيب وحرق الطفل محمد أبو خضير من شعفاط على أيدي مجموعة مستوطنين في 2 يوليو 2014،، وإعادة اعتقال العشرات من محرري صفقة شاليط، وأعقبها احتجاجات واسعة في القدس وداخل عرب 48 وكذلك مناطق الضفة الغربية، واشتدت وتيرتها بعد أن دهس إسرائيلي اثنين من العمال العرب قرب حيفا، وتخلل التصعيد قصف متبادل بين إسرائيل والمقاومة الفلسطينية في قطاع.
تخلل هذه الحرب عدة عمليات عسكرية مثل عملية ناحل عوز وعملية العاشر من رمضان.
وكان الهدف المعلن من العملية الإسرائيلية هو وقف إطلاق الصواريخ من غزة إلى إسرائيل، التي ازدادت بعد الحملة الإسرائيلية ضد حماس في الضفة الغربية في أعقاب عملية اختطاف وقتل ثلاثة مستوطنين إسرائيليين في 12 حزيران / يونيه 2014 من قبل حركة حماس. على العكس من ذلك، كان هدف حماس هو الحصول على الضغط الدولي لرفع الحصار الإسرائيلي على قطاع غزة، وإنهاء الهجوم الإسرائيلي، والحصول على طرف ثالث لمراقبة وضمان الامتثال لوقف إطلاق النار، وإطلاق سراح الأسرى الفلسطينيين والتغلب على حالة الانعزال السياسي المفروض على الحركة. يدعي البعض أن إسرائيل كانت أول من كسر اتفاق وقف إطلاق النار مع حماس في 13 يونيو، والذي كان قائمًا منذ نوفمبر 2012. ومع ذلك، ذكرت إسرائيل أن الغارات الجوية على غزة كانت بمثابة رد فعل لإطلاق الصواريخ من قطاع غزة.
وفي 7 يوليو / تموز، وبعد مقتل سبعة من نشطاء حركة حماس في انفجار نفق في خان يونس، الذي نجم عن غارة جوية إسرائيلية (وفقًا لكل من حماس وناثان ثرال، وبي بي سي، ومسؤول كبير بالجيش الإسرائيلي) أو انفجار عرضي للذخيرة (وفقًا لالجيش الإسرائيلي))، تحملت حماس المسؤولية عن إطلاق الصواريخ على إسرائيل، إذ أطلقت 40 صاروخًا باتجاه إسرائيل.
بدأت العملية رسميًا في اليوم التالي، وفي 17 يوليو، تم توسيع العملية لتشمل الغزو الإسرائيلي لقطاع غزة بهدف تدمير نظام الأنفاق في غزة؛ ثم انسحبت القوات البرية الإسرائيلية في 5 أغسطس. وفي 26 آب / أغسطس، أُعلن وقف إطلاق نار مفتوح. وبحلول ذلك التاريخ، أفاد الجيش الإسرائيلي أن حماس وحركة الجهاد الإسلامي وجماعات مسلحة أخرى أطلقت 4564 صاروخًا وقذائف هاون من قطاع غزة إلى إسرائيل، وتم اعتراض أكثر من 735 مقذوف أثناء القتال وإسقاطه بواسطة القبة الحديدية. أصابت معظم قذائف الهاون والصواريخ التي أُطلقت من غزة أراضٍ مفتوحة. بينما أصابت أكثر من 280 قذيفة مناطق متفرقة من غزة، وأصاب 224 منها مناطق سكنية. كما قتلت القذائف 13 مدنيًا من غزة، من بينهم 11 طفلًا.
وهاجم الجيش الإسرائيلي 263 5 هدفًا في غزة؛ وتم تدمير ما لا يقل عن 34 نفق معروف ، ونفذت ثلثا ترسانة حماس البالغ عددها 10 آلاف صاروخ أو دُمرت.

## الخلفية
حددت الأمم المتحدة قطاع غزة بعد هدنة عام 1949 التي أعقبت الحرب بعد الحرب العربية الإسرائيلية عام 1948. سُجّل حوالي 1.1 من أصل 1.5 مليون من سكان غزة لاجئي الحرب. أدارت مصر غزة من عام 1948 إلى عام 1967 ومع حرب 1967 أصبحت إسرائيل القوة المحتلة.
في شباط / فبراير 2005، التزمت إسرائيل والسلطة الوطنية الفلسطينية وحماس والجهاد الإسلامي بوقف إطلاق النار، والذي كان بحسب البعض إيذانًا بنهاية الانتفاضة الثانية. ويضع البعض تاريخ النهاية في وقت سابق في أكتوبر 2004 ويشير آخرون إلى وفاة ياسر عرفات في تشرين الثاني (نوفمبر) 2004 وما تلاه من صعود لحركة حماس بمثابة إعلان بنهاية صراع الفترة الكبرى الذي كان بمثابة الانتفاضة الثانية. لكن العمليات الانتحارية الفلسطينية ضد الإسرائيليين استمرت بعد وقف إطلاق النار في فبراير / شباط. أشار شاختر، الذي تناول مجموعة خيارات التاريخ النهائي، إلى الانخفاض التدريجي في التفجيرات الانتحارية التي بدأت في عام 2004 وبلغت ذروتها في فترة نهاية غير محددة في عام 2005. في 17 مارس 2005، وافقت الفصائل الفلسطينية الرئيسية الـ 13، بما في ذلك حماس والجهاد الإسلامي، على الالتزام باتفاق فبراير، بشرط وقف العمليات العسكرية الإسرائيلية.
بالتزامن مع الانتفاضة الثانية (2000-2005)، اقترح رئيس الوزراء الإسرائيلي أرييل شارون فك الارتباط الإسرائيلي عن غزة في عام 2003، والذي وافقت عليه الحكومة الإسرائيلية في يونيو 2004، والكنيست في فبراير 2005. نفُذ خطة الانسحاب من جانب واحد في أغسطس 2005 واستكملت في سبتمبر 2005. ومع ذلك، فإن اللجنة الدولية للصليب الأحمر،  والأمم المتحدة ومختلف منظمات حقوق الإنسان تعتبر إسرائيل لا تزال قوة احتلال بحكم الأمر الواقع بسبب سيطرتها على حدود غزة ومجالها الجوي ومياهها الإقليمية.
في العام التالي (2006) فازت حماس بأغلبية المقاعد في الانتخابات التشريعية الفلسطينية. فاجأت هذه النتيجة إسرائيل والولايات المتحدة اللتين توقعتا عودة معارضة فتح إلى السلطة، وطالبتا، بالاشتراك مع اللجنة الرباعية حول الشرق الأوسط، حماس بقبول جميع الاتفاقات السابقة، والاعتراف بحق إسرائيل في الوجود، ونبذ العنف. عندما رفضت حماس،  قطعوا المساعدات عن السلطة الفلسطينية. في منتصف عام 2006، أسرت حماس جنديًا إسرائيليًا في غارة عبر الحدود. حاولت الولايات المتحدة وإسرائيل، ردًا على تحركات فتح في أكتوبر 2006 لتشكيل حكومة وحدة مع حماس، التراجع عن الانتخابات من خلال تسليح وتدريب فتح للإطاحة بحركة حماس في غزة. في يونيو 2007 استولت حماس على السلطة الكاملة لغزة بالقوة.
عرّفت إسرائيل غزة بعد ذلك على أنها "منطقة معادية" لا تشكل جزءًا من دولة ذات سيادة، ووضعت غزة تحت الحصار الاقتصادي والسياسي الشامل، الذي منع أيضًا الوصول إلى ثلث أراضيها الصالحة للزراعة و 85٪ من مناطق الصيد. وقد أدى ذلك إلى ضرر اقتصادي كبير ومشاكل إنسانية في غزة. كان هناك إجماع تام في المؤسسات الدولية على أن هذا الحصار هو شكل من أشكال العقاب الجماعي وغير القانوني. بينما أكدت إسرائيل أن الحصار قانوني وضروري للحد من الهجمات الصاروخية الفلسطينية على إسرائيل من قطاع غزة على مدنها ومنع حماس من الحصول على أسلحة أخرى. نفذت إسرائيل عملية الرصاص المصبوب (الحرب على غزة 2008-2009) في ديسمبر / كانون الأول 2008 بهدفها المعلن لوقف الهجمات الصاروخية لمقاتلي حماس. وأدّى ذلك إلى انخفاض الهجمات الصاروخية الفلسطينية. وخلصت بعثة الأمم المتحدة لتقصي الحقائق بشأن صراع غزة إلى أن العملية "هجوم متعمد غير متناسب يهدف إلى معاقبة وإذلال وترويع السكان المدنيين، مما يقلل بشكل جذري من قدرتها الاقتصادية المحلية على العمل، وأن تفرض عليها شعورًا متزايدًا باستمرار التبعية والضعف. ويخلص تحليل الحكومة الإسرائيلية إلى أن التقرير يحول القانون الدولي إلى خدمة أجندة سياسية ويرسل "رسالة لا أساس لها من الصحة إلى الدول التي تواجه الإرهاب في كل مكان، وأن القانون الدولي ليس لديه استجابة فعالة ليقدمها".

### أول مصالحة بين حماس وفتح (2011)
تأثرًا بالربيع العربي والمظاهرات في رام الله وغزة، تم سده فجوة الانقسام الفلسطيني بين حماس وفتح في عام 2011. بعد أن أعلن الرئيس الفلسطيني محمود عباس عن رغبته في السفر إلى غزة والتوقيع على اتفاق، حينها قتلت قوات الجيش الإسرائيلي اثنين من نشطاء حركة حماس في غزة؛ وقال الجيش الإسرائيلي إن عمليات القتل كانت ردًا على إطلاق صاروخ قسام واحد لم يصب أحد، بينما قال أليكس فيشمان من يديعوت أحرونوت أن هذا «تصعيد متعمد» من قبل إسرائيل. وفي مقابلة مع شبكة سى ان ان الاخبارية الإسرائيلية، أعلن رئيس الوزراء الاسرائيلى بنيامين نتانياهو أن محادثات المصالحة تدعو إلى تدمير إسرائيل، وتعارض بشدة فكرة تشكيل حكومة وحدة وطنية.

### نوفمبر 2012 وقف إطلاق النار وانتهاكاته
وفي 14 تشرين الثاني / نوفمبر 2012، شنّت إسرائيل عملية عمود الدفاع في قطاع غزة. وقد سبقت هذه العملية فترة مع عدد من الهجمات المتبادلة بين الإسرائيليين والفلسطينيين. ووفقًا للحكومة الإسرائيلية، بدأت إسرائيل العملية ردًا على إطلاق أكثر من 100 صاروخ على إسرائيل خلال فترة 24 ساعة، وهو هجوم شنه مسلحوا غزة على سيارة جيب عسكرية إسرائيلية داخل الحدود الإسرائيلية، وانفجار سببته إحدى العبوات الناسفة، التي وقعت بالقرب من الجنود الإسرائيليين، على الجانب الإسرائيلي من نفق يمر تحت الجدار الإسرائيلي في الضفة الغربية. وذكرت الحكومة الإسرائيلية أن أهداف العملية العسكرية هي وقف الهجمات الصاروخية ضد الأهداف المدنية التي تنطلق من قطاع غزة وتعطيل قدرات الحركة المسلحة. حمّل الفلسطينيون الحكومة الإسرائيلية مسؤولية تصاعد أعمال العنف، متهمين الجيش الإسرائيلي بالاعتداءات على المدنيين في غزة في الأيام التي سبقت العملية. واستشهد الفلسطينيون بالحصار المفروض على قطاع غزة واحتلال الضفة الغربية، بما فيها القدس الشرقية، كسبب لهجمات صاروخية. وبعد ذلك بأسبوع، في 21 تشرين الثاني / نوفمبر، توسطت مصر لوقف إطلاق النار في الصراع الذي تضمن الاتفاقات التالية:
1. على إسرائيل أن توقف جميع الأعمال القتالية في قطاع غزة البري والبحري والجوي، بما في ذلك الغارات واستهداف الأفراد.
2. يجب على جميع الفصائل الفلسطينية وقف جميع الأعمال القتالية من قطاع غزة ضد إسرائيل، بما في ذلك الهجمات الصاروخية وجميع الهجمات على طول الحدود.
3. ينبغي فتح المعابر، مما يسهل حركة الناس والبضائع؛ وينبغي أن تمتنع إسرائيل عن تقييد تنقلات السكان واستهداف السكان في المناطق الحدودية؛ كما ينبغي بدء إجراءات التنفيذ بعد 24 ساعة من بدء وقف إطلاق النار.

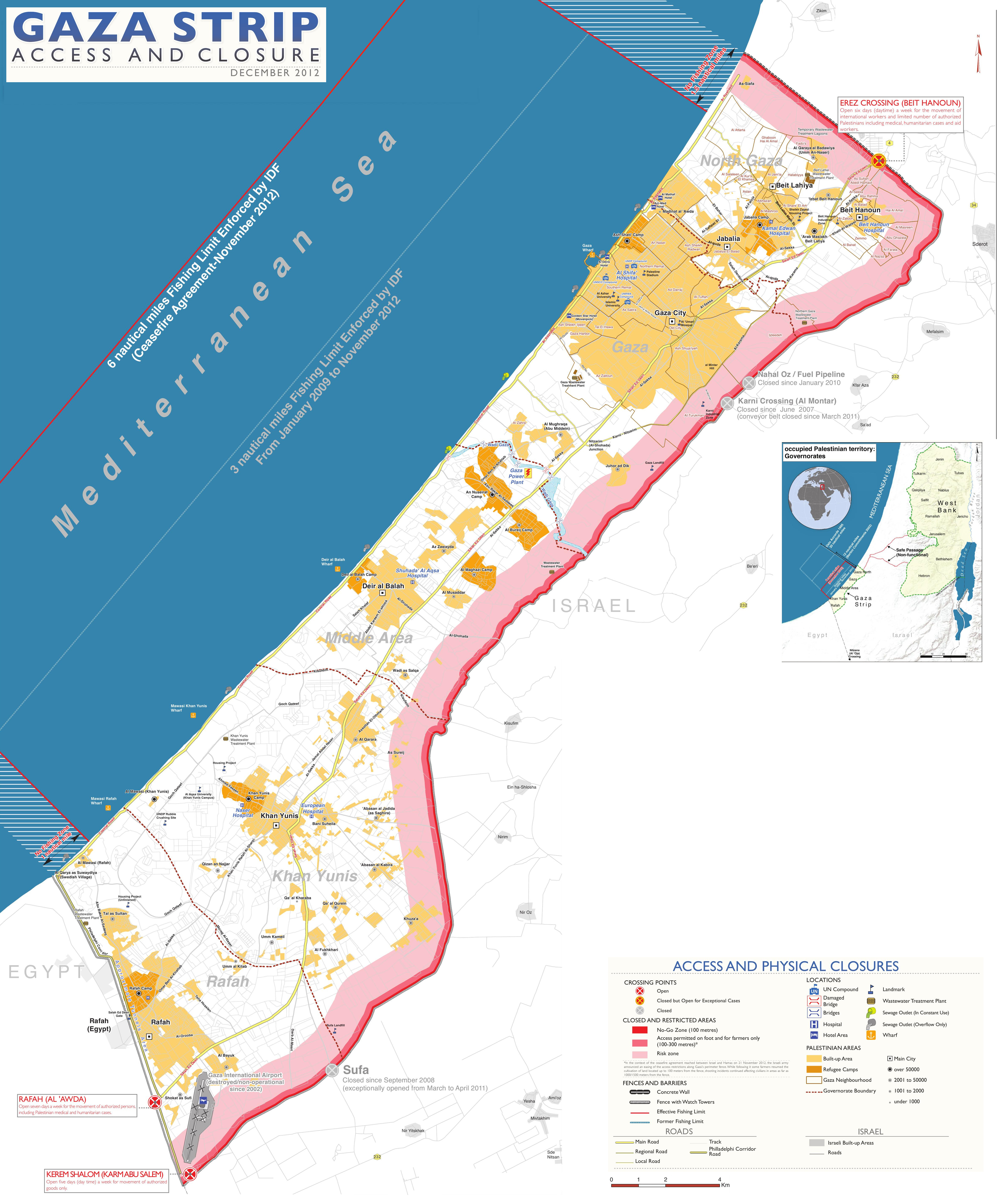
قطاع غزة: الوصول والحصار

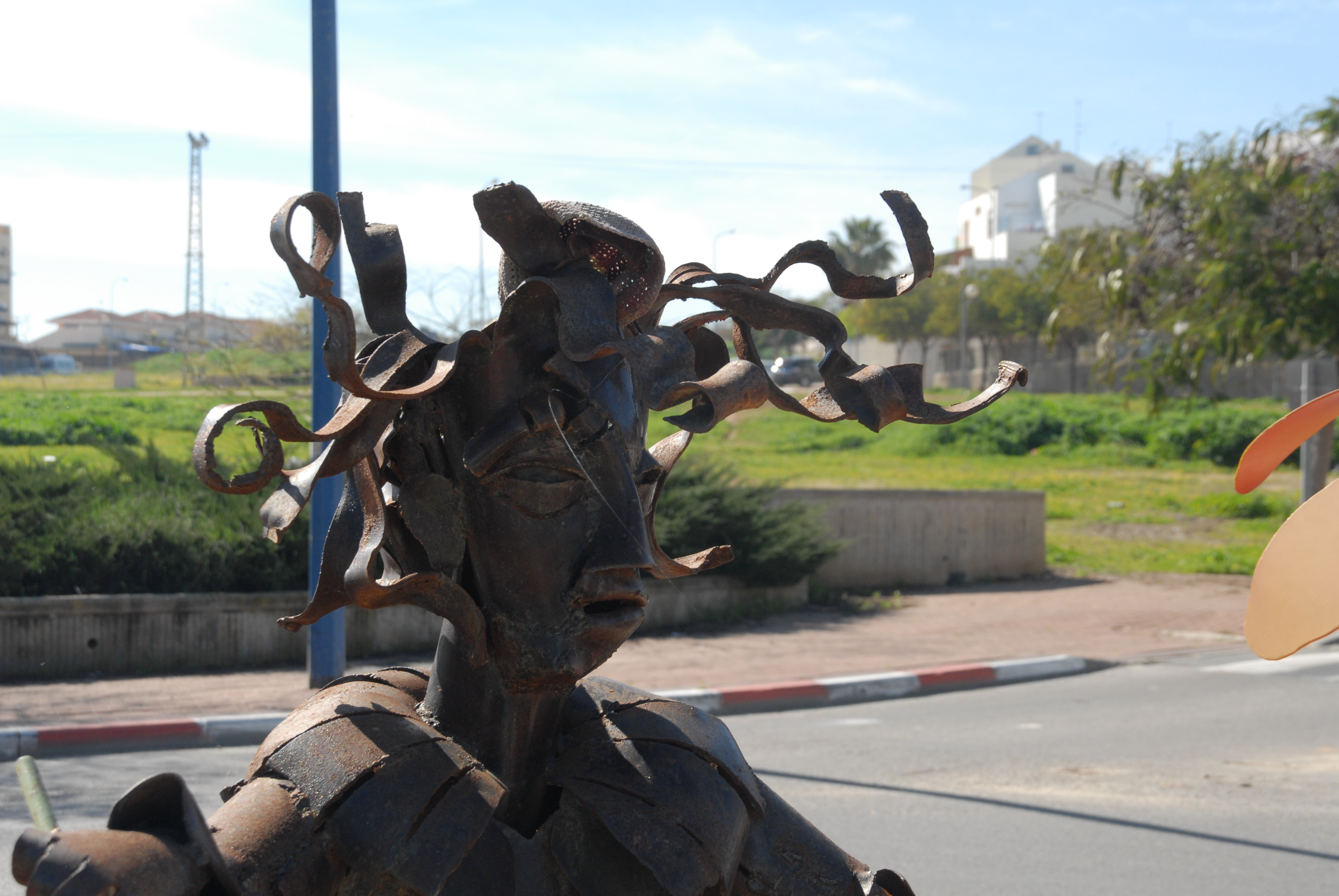
A sculpture in Sderot made from rocket debris

#### الانتهاكات
تتهم كل من إسرائيل وحماس الطرف الآخر بأنه هو من انتهك اتفاق وقف إطلاق النار لعام 2012، مما أسفر عن مقتل إسرائيلي واحد و 8 أشخاص من غزة و 5 إصابات إسرائيلية و 66 إصابة في غزة. وكان هناك وفقًا لوكالة الأمن الإسرائيلية شاباك انخفاض حاد في الهجمات من جانب قطاع غزة في عام 2013. ومع ذلك، تم إطلاق 63 صاروخا (بمعدل 5 صواريخ في الشهر) في 36 هجمة صاروخية بالإضافة إلى هجمات قذائف الهاون المختلفة، وكلها محظورة بموجب وقف إطلاق النار في تشرين الثاني / نوفمبر 2012. وأفاد المركز الفلسطيني لحقوق الإنسان عن هجمات إسرائيلية شهرية شملت طائرات بدون طيار وصواريخ ونيران الأسلحة الصغيرة وضربات جوية. ووقعت ستة من الوفيات في غزة في المناطق الحدودية المحظور الوصول إليها (المناطق غير المرسومة داخل أراضي غزة التي تعرفها إسرائيل بشكل أحادي على أنها محظورٌ الوصول إليها)، على الرغم من حظر وقف إطلاق النار على الهجمات الإسرائيلية على هذه المناطق. وأبلغت منظمة أوتشاو، وهي منظمة تعطي بيانات أكثر شمولية، عن 11 حالة وفاة في غزة و 81 إصابة في عام 2013.

### أحداث مباشرة
في إطار المفاوضات الفلسطينية الإسرائيلية كان يفترض أن تفرج إسرائيل عن الدفعة الرابعة من الأسرى الفلسطينيين التي تضم 26 من قدامى الأسرى الفلسطينيين، مقابل عدم توجه الفلسطينيين إلى المؤسسات الدولية واستئناف المفاوضات، ولكن إسرائيل طالبت بتمديد المفاوضات إلى ما بعد 29 نيسان/أبريل. إلا أن الفلسطينيين رفضوا هذا الشرط المسبق مما أدى إلى رفض إسرائيل تنفيذ الإفراج عن الدفعة الرابعة.
في مطلع أبريل/نيسان 2014 وقعت السلطة على طلب الانضمام إلى 15 منظمة ومعاهدة دولية في الأمم المتحدة كرد على عدم وفاء إسرائيل بإطلاق الدفعة الرابعة من الأسرى، وفي 23 أبرايل/نيسان 2014 أبرمت منظمة التحرير الفلسطينية وحركة المقاومة الإسلامية حماس اتفاقاً للمصالحة وكان من بين نقاطه تشكيل حكومة الوفاق الوطني خلال خمسة أسابيع  وهو ما حصل فعلياً في 2 يونيو/حزيران 2014.
في 12 يونيو/حزيران 2014 خطف ثلاثة مستوطنين في الخليل وبدأ الجيش الإسرائيلي عقبها حملة عسكرية وفي 30 يونيو عثر على جثث المستوطنين الثلاثة قرب حلحول، وقد كشفت تقارير بأن الشرطة وأجهزة الاستخبارات الإسرائيلية عرفتا بعد وقت قليل من وقوع الحادثة أن الأمر يتعلق بعملية قتل وليس باختطاف لكن الحكومة أرسلت الجيش والأجهزة الأمنية لتشنا حملة واسعة من المداهمات والاعتقالات بالضفة الغربية بحثا عنهم وكأنهم أحياء، وأعقب ذلك مطالبات إسرائيلية بالانتقام من العرب وهو ما أدى إلى خطف وتعذيب وحرق الطفل محمد أبو خضير من مخيم شعفاط. والذي اعقبه احتجاجات واسعة النطاق وخصوصاً في مناطق عرب 48 وكذلك إطلاق صواريخ من قطاع على المستوطنات والمدن الإسرائيلية وقصف إسرائيلي على القطاع.

## التسلسل الزمني

### 1 إلى 7 يوليو
كانت هناك عدة محاولات لتثبيت التهدئة بين إسرائيل وقطاع إلا أن تصاعد وتيرة العنف بعد مقتل الطفل محمد أبو خضير ومقتل اثنين من العمال العرب دهساً أدى إلى تصاعد القصف بين وإسرائيل حيث شن الجيش الإسرائيلي سلسلة غارات عنيفة على مطار جنوبي القطاع، وذلك عقب إطلاق مسلحين صواريخ عدة من القطاع على جنوبي إسرائيل، وفي يوم الأحد 6 تموز/يوليو أطلق 5 صواريخ أطلق من قطاع، وسقطت في جنوب إسرائيل.
في فجر الأثنين 7 تموز/يوليو قتل ستة من عناصر حركة حماس في غارة إسرائيلية استهدفت أحد الإنفاق في منطقة المطار شرق مدينة رفح جنوب القطاع.

### 8 يوليو

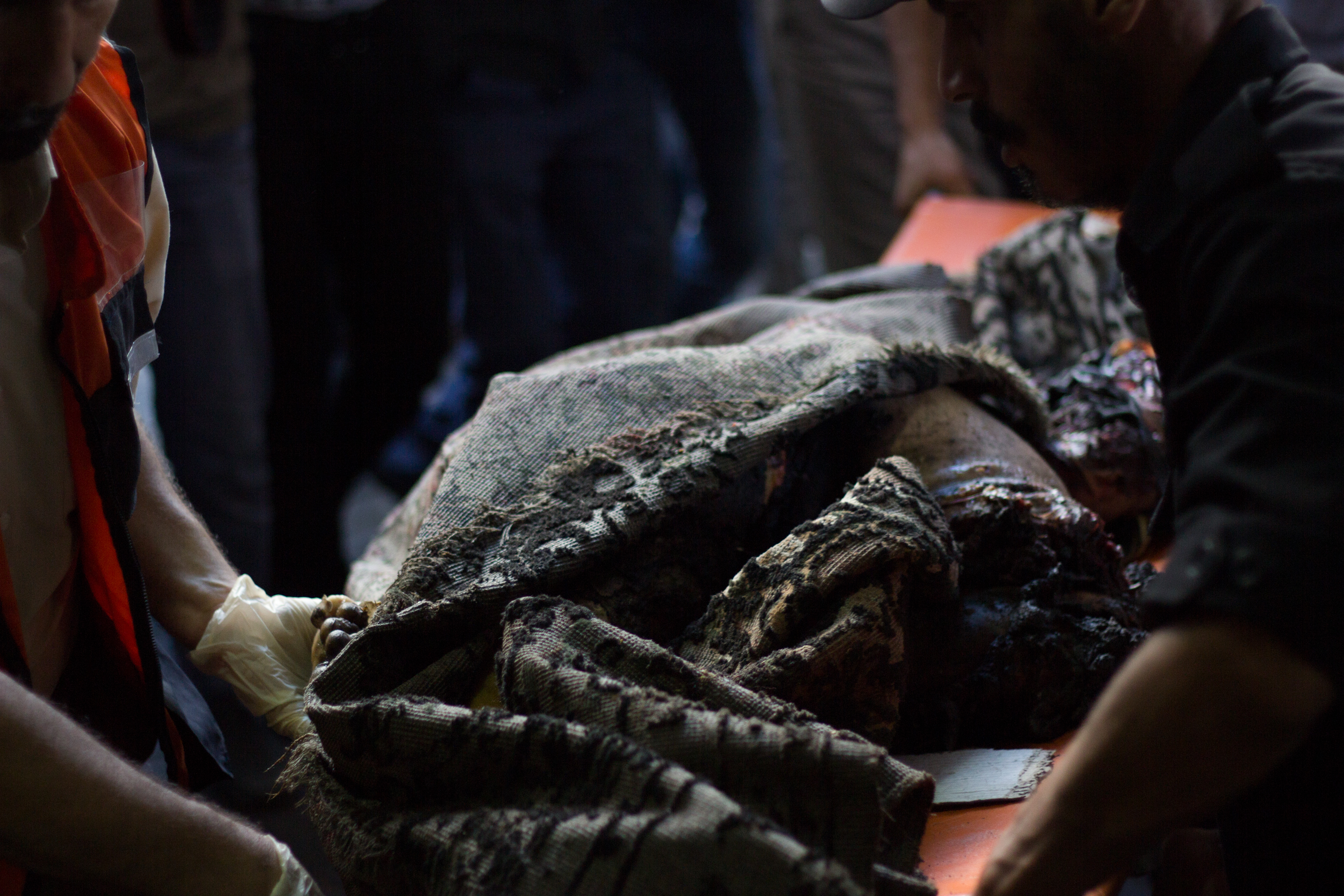
بقايا جثة متفحمة ومجهولة الهوية بعد قصف الطيران الإسرائيلي لأحد البيوت المدنية في 8 يوليو 2014

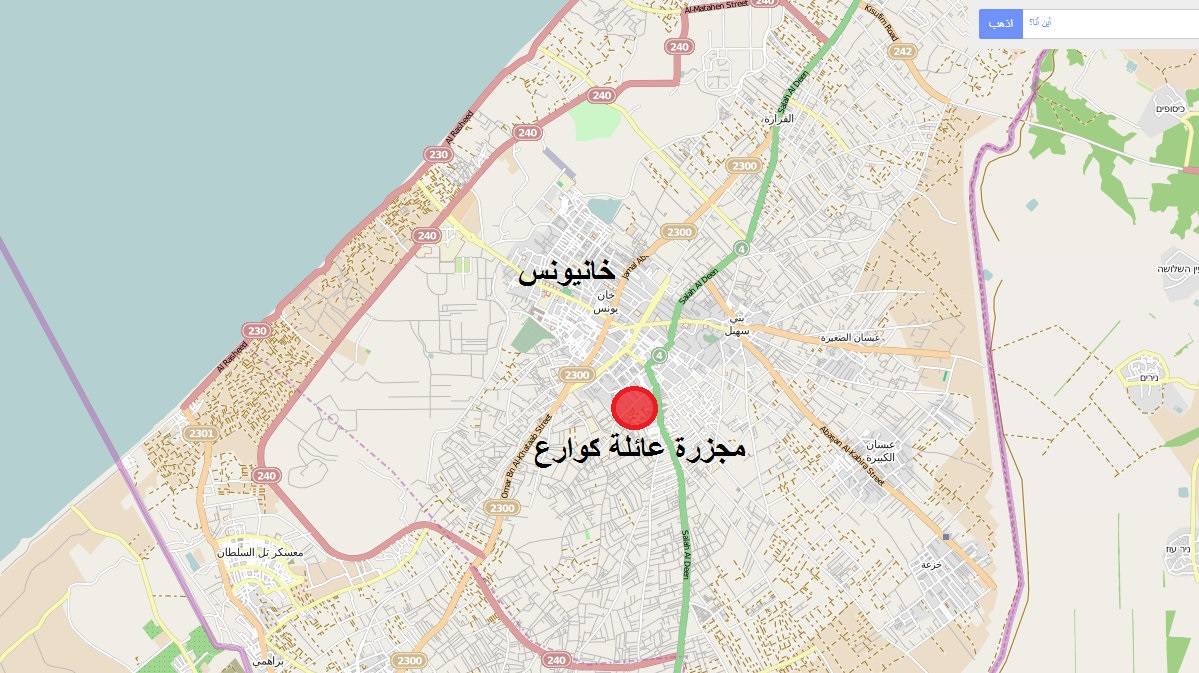
موقع مجزرة عائلة كوارع

بدأ الجيش الإسرائيلي عملية عسكرية واستدعى الكابينت (المجلس الوزاري الإسرائيلي المصغر) 40 ألف جندي احتياط وأرتكب مجزرة في خانيونس أوقعت 11 قتيل فلسطيني وأطلقت حركة الجهاد الإسلامي نحو 60 صاروخاً واستخدم حركة حماس صاروخ سام 7 ضد مروحية من طراز أباتشي ووصلت صواريخ القسام إلى أكثر من 35 كم.
مساء الثلاثاء اقتحمت عناصر «كوماندوز بحري» تتبع لكتائب القسام قاعدة زيكيم العسكرية القريبة من عسقلان واشتبكت مع جنود من جيش الإسرائيلي. وقد نتج عن العملية مقتل منفذيها الخمسة واصابة جندي إسرائيلي طفيفا 
كتائب القسام كانت قد أعلنت عن تفجيرها نفقا أسفل موقع كرم أبو سالم شرق مدينة رفح جنوب القطاع ، وبثت في اليوم الثاني مقطع فيديو للعملية.
تمكنت صواريخ المقاومة الفلسطينية من الوصول إلى مطار بن غوريون في تل أبيب بواسطة صاروخ فجر 5 أطلقته سرايا القدس، وقالت إسرائيل أن القبة الحديدية اعترضت الصاروخين، وفي وقت وقت لاحق قصفت كتائب القسام مدينة حيفا الواقعة شمال تل أبيب لأول مرة بصاروخ «ار 160».
كان الجيش الإسرائيلي قد أطلق صاروخ تحذيري على منزل يعود لعائلة كوارع في خان يونس واعتلى عقبها عشرات المواطنين المنزل لمنع قصفه، إلا أن ذلك لم يحل دون قصف المنزل مما أدى إلى مقتل 7 مواطنين، من بينهم ستة أطفال وأصيب 28 شخصًا، عشرة منهم إصاباتهم خطيرة.
بعد تعرض مدن هرتسيليا وريشون لتسيون والقدس وتل أبيب وحيفا لصواريخ بعيدة المدى لأول كرة طلبت قيادة الجبهة الداخلية الإسرائيلية بفتح الملاجئ أمام الإسرائيليين في مدينة القدس ومنطقة وسط إسرائيل التي تعرف باسم غوش دان.

### 9 يوليو

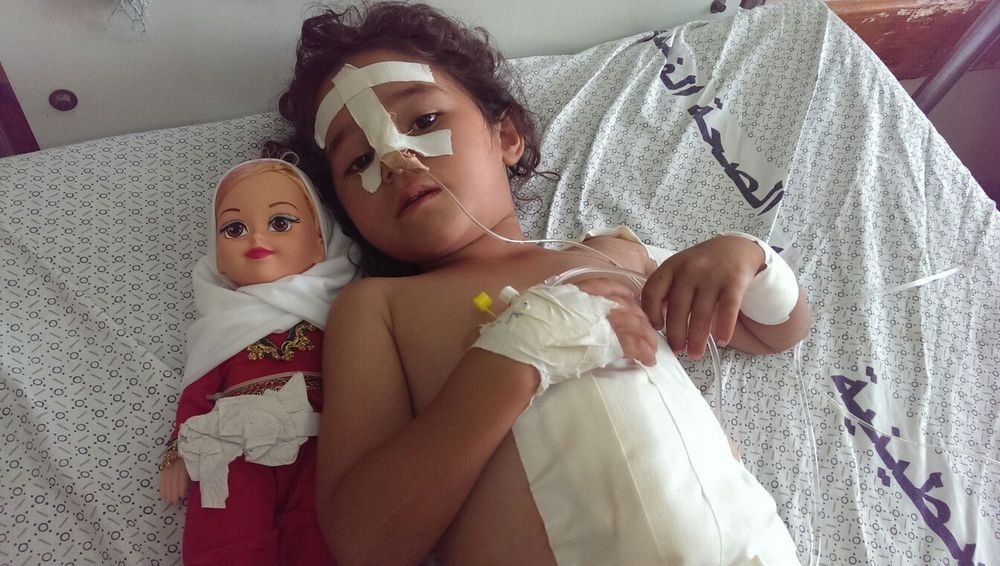
طفلة عمرها خمسة أعوام تتلقى العلاج في مستشفى الشفاء ب بعد أن دمرت الطائرات الإسرائيلية بيتهم يوم 9 يوليو

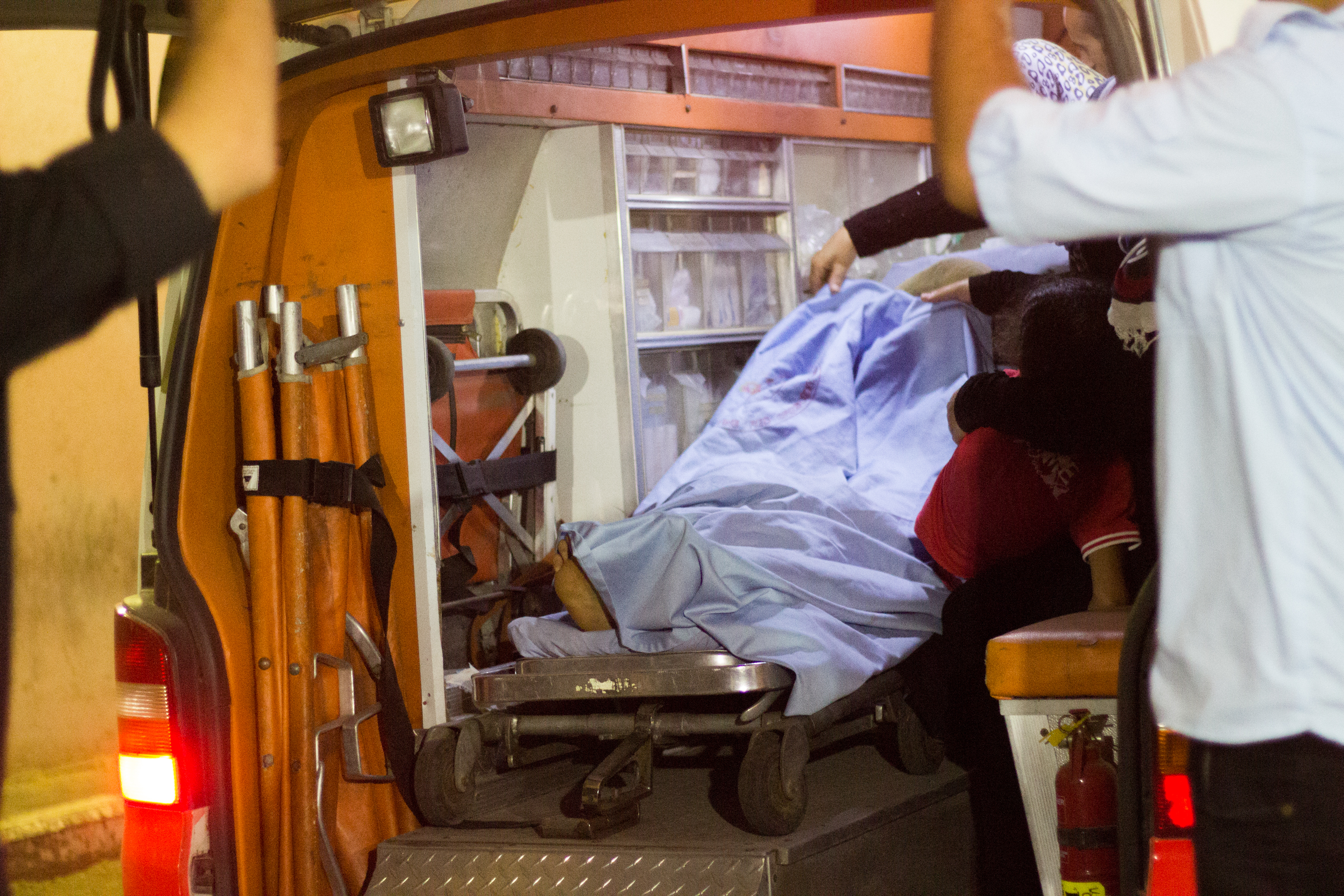
امرأة من بيت حانون تصل مستشفى الشفاء في حالة خطرة بعد استهداف منزلهم بصاروخ من الطائرات الإسرائيلية

خلال 48 ساعة كانت إسرائيل قد شنت نحو 500 غارة على قطاع وطالت 322 هدفًا حيث استهدفت البنى التحتية وشبكات الصرف الصحي والكهرباء والاتصالات ودمرت 55 منزلاً واستهدفت مقار جهاز الأمن والحماية وجهاز الأمن الداخلي.
في يوم الأربعاء، 9 يوليو شنت الطائرات الإسرائيلية عدة غارات دمرت خلالها منازل من عائلة عابد وقديح والجاروشة وسقط قرابة 16 قتيل حتى الرابعة عصراً من بينهم ثلاثة من عائلة المناصرة.، وفي فترة الظهيرة إندلع حريق هائل في محيط مستوطنة «شاعر هنيغيف» جراء سقوط أحد الصواريخ وحاولت 8 فرق إطفاء إخماد الحريق.
في فجر يوم الأربعاء قصفت الطائرات الإسرائيلية منزلاً يعود لحافظ حمد، وهو أحد قيادات سرايا القدس في بلدة بيت حانون شمال قطاع، مما أدى إلى مقتل 6 من أفراد عائلته.

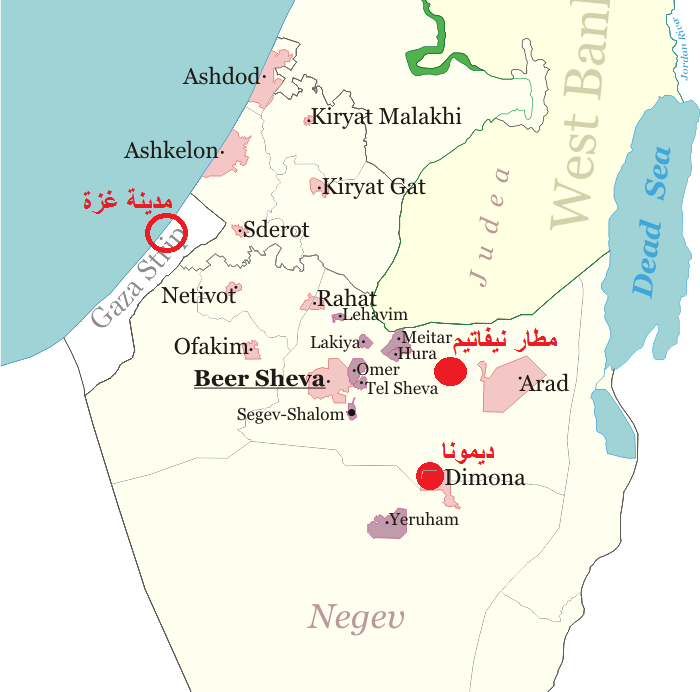
موقع مطار نيفاتيم وكذلك ديمونا على الخارطة حيث قصفتا لأول مرة، يبعد مطار نيفاتيم عن قطاع قرابة 63 كم وتبعد ديمونا قرابة 72 كم.

في صباح يوم الأربعاء قصفت كتائب القسام ولأول مرة مطار نيفاتيم العسكري بصاروخين من طراز إم75 ويبعد المطار عن أكثر من 70 كيلومتر.
عند الساعة السادسة مساءً ألقى خالد مشعل خطاباً قال فيه إن الاتصالات من كل أنحاء العالم من أجل التهدئة وذكر بأن المقاومة رد فعل طبيعي على ما يقوم به نتنياهو من جرائم، وقال أيضاً في خطابه «لن يطول الزمن حتى لن تجدوا فلسطينيا يرضى بأرض ال67 كدولة فلسطينية، غيروا قيادتكم».
في حوالي الساعة الثامنة مساء أعلنت إسرائيل أن القبة الحديية اعترا\ضت صاروخ واحد أطلق من قطاع في غلاف مدينة ديمونة النووية، وأعلنت كتائب القسام أنها قصفت المدينة بثلاثة صواريخ من طراز ام 75.، في اليوم التالي نشر المكتب الاعلامي لكتائب القسام فيديو لعملية القصف وقد اعترفت إسرائيل بسقوط أحد الصواريخ في فناء مدرسة بالمدينة.
بحدود ذلك الوقت كانت إسرائيل قد شنت أكثر من 80 غارة خلال أقل من نصف ساعة.
بعد ظهر يوم الأربعاء قصف الطائرات الإسرائيلية بيت يعود لعائلة النواصرة في مخيم المغازي مما أدى لمقتل خمسة بينهم طفلان أحدهم عمره 4 سنوات وامرأة.
مساء الأربعاء وخلال استعداد عدد من المواطنين لمتابعة إحدى مباريات مونديال كأس العالم في استراحة على شاطئ ساحل القرارة في خان يونس، تم استهدافهم بشكل مباشر حيث كان يتواجد فيه نحو 15 مواطن من سكان المنطقة المجاورة وقد أدى القصف إلى اشتشهاد 10 مواطنين.

### 10 يوليو

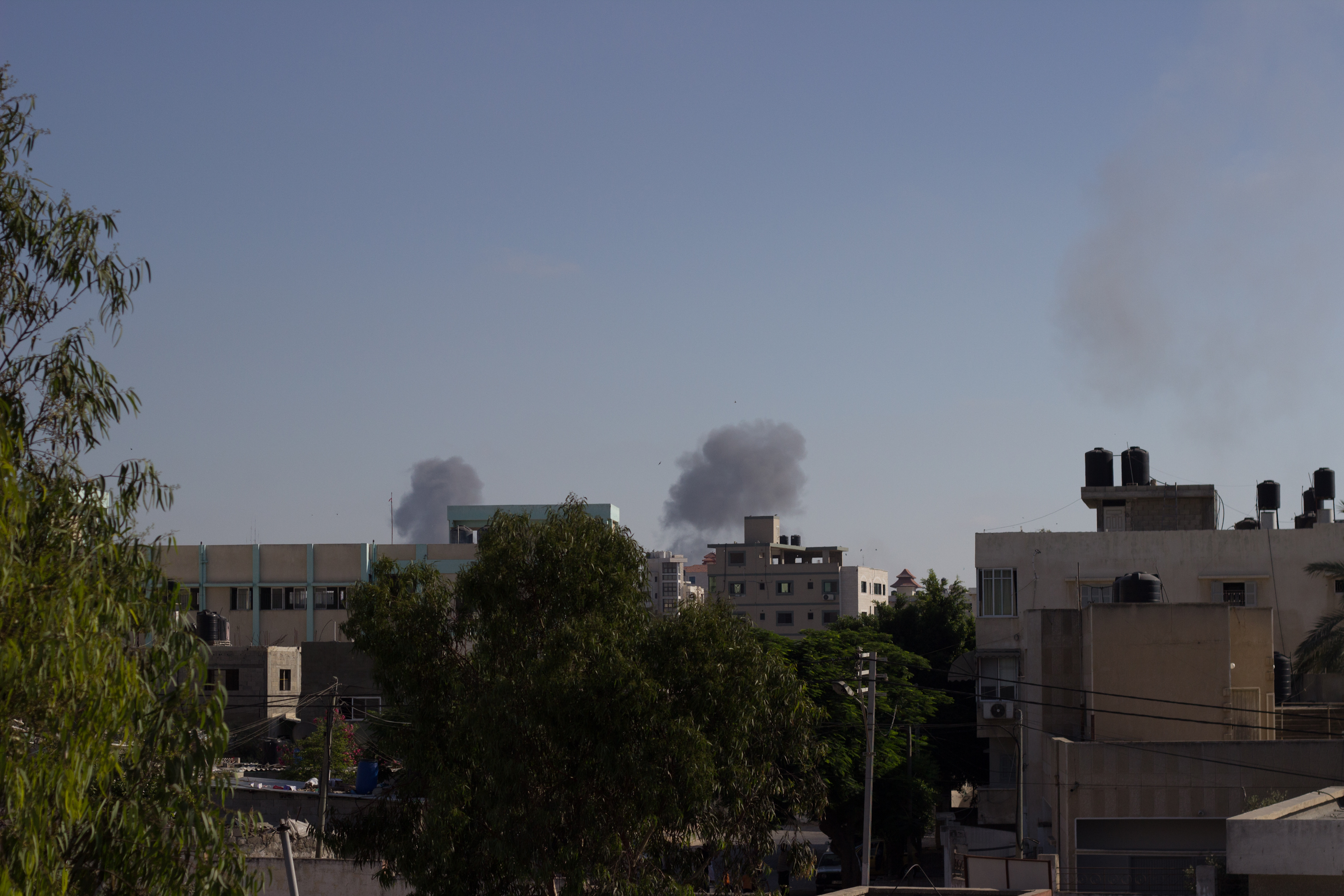
الدخان يتصاعد بعد قصف إسرائيل لمجمع أنصار غرب مدينة

بعد منتصف الليل أعلن دبلوماسيون إن مجلس الأمن الدولي سيجتمع صباح يوم الخميس لبحث العمليات العسكرية المتصاعدة بين إسرائيل والفلسطينيين، وذلك بعد أن دعت المجموعة العربية في الأمم المتحدة لعقد الاجتماع.
حتى الساعة التاسعة صباحاً كانت حصيلة التصعيد على قد ارتفعت إلى 77 قتيلاً وأكثر من 500 إصابة، من بينهم ثلاثة قتلوا في قصف إسرائيلي لسيارة مدنية في شارع النفق وسط مدينة في الصباح الباكر، في حين كانت الطائرات قد دمرت مبنى الشؤون العسكرية في مجمع انصار غرب مدينة.
في وقت لاحق من اليوم وصلت صواريخ المقاومة إلى مناطق البحر الميت وشمال تل أبيب وكذلك مستوطنات معاليه ادوميم وشور ادوميم، وأعلن عن مقتل مستوطن في مدينة أسدود وكذلك أعلن عن عدة إصابات في صفوف الجنود في أشكول وبئر السبع.
مجزرة عائلة الحاج التي ارتكبها ....
صباح الخميس أعلنت كتائب القسام أنها قصفت مطار ريمون العسكري لأول مرة بصاروخين من طراز ام 75 والذي يبعد إلى 70 كيلو متر عن .
بعد ظهر الخميس قصفت كتائب القسام مدينتي اللد والرملة لأول مرة. بعشرة صواريخ من طراز «سجيل 55» والذي يستخدم لأول مرة، وقد أعقب ذلك استنفار في مطار بن غوريون القريب من اللد.

### 11 يوليو
حتى فجر الجمعة بلغت حصيلة القتلى الفلسطينيين ومعظم مدنيين جراء قصف الطائرات الإسرائيلية إلى 95 قتيلاً وأكثر من 650 جريحاً، وقد استمر القصف فجر الجمعة حيث دمرت الغارات مبنى تابع لجمعية الصلاح الخيرية في دير البلح، ومشفى الوفاء للتأهيل الطبي شرق مدينة، وفي الجانب الإسرائيلي أصيب ثلاثة إسرائيليين أحدهما جراحه خطيرة، إثر سقوط صاروخ تابع لكتائب القسام على محطة وقود في مدينة أسدود وقد تبنت كتائب القسام قصف المدينة.
حتى الساعة السادسة من عصر الجمعة كان قد سقط 14 قتيل من المدنيين الفلسطينيين جراء القصف الإسرائيلي، فيما أطلقت المقاومة نحو 150 صاروخ وأصاب أحدها مطار بن غوريون وتسببت بحرائق ضخمة في أسدود ومستوطنة زيكيم.
صباح الجمعة استهدف الطيران الإسرائيلي منزل يعود لعائلة غنام في رفح بثلاث صواريخ، والمبنى مكون من 3 طوابق بثلاثة صواريخ دون سابق إنذار وأدى ذلك إلى مقتل 5 مدنيين.
عصر الجمعة عقد رئيس الوزراء الإسرائيلي مؤتمراً صحفياً في مبنى وزارة الدفاع في تل أبيب وقال إنه لن يرضخ لأية ضغوط دولية لوقف الحرب وحمل حركة حماس المسؤولية عن الأضرار التي تحدث في. وقال إن استعادة الهدوء للشعب الإسرائيلي هو الأولوية الأولى بالنسبة له. ولم يستبعد إمكانية توسيع الهجوم على من هجمات جوية إلى حرب برية.
خلال المؤتمر الصحفي وبحدود الساعة 6:37 مساء قصفت سرايا القدس مدينة تل أبيب بصواريخ من طراز فجر 5 وسقطت الصواريخ دون إطلاق صفارات الإنذار ويعتقد الصفارات تطلق خشية هروب نتنياهو على الهواء مباشرة إلى الملاجئ.

### 12 يوليو

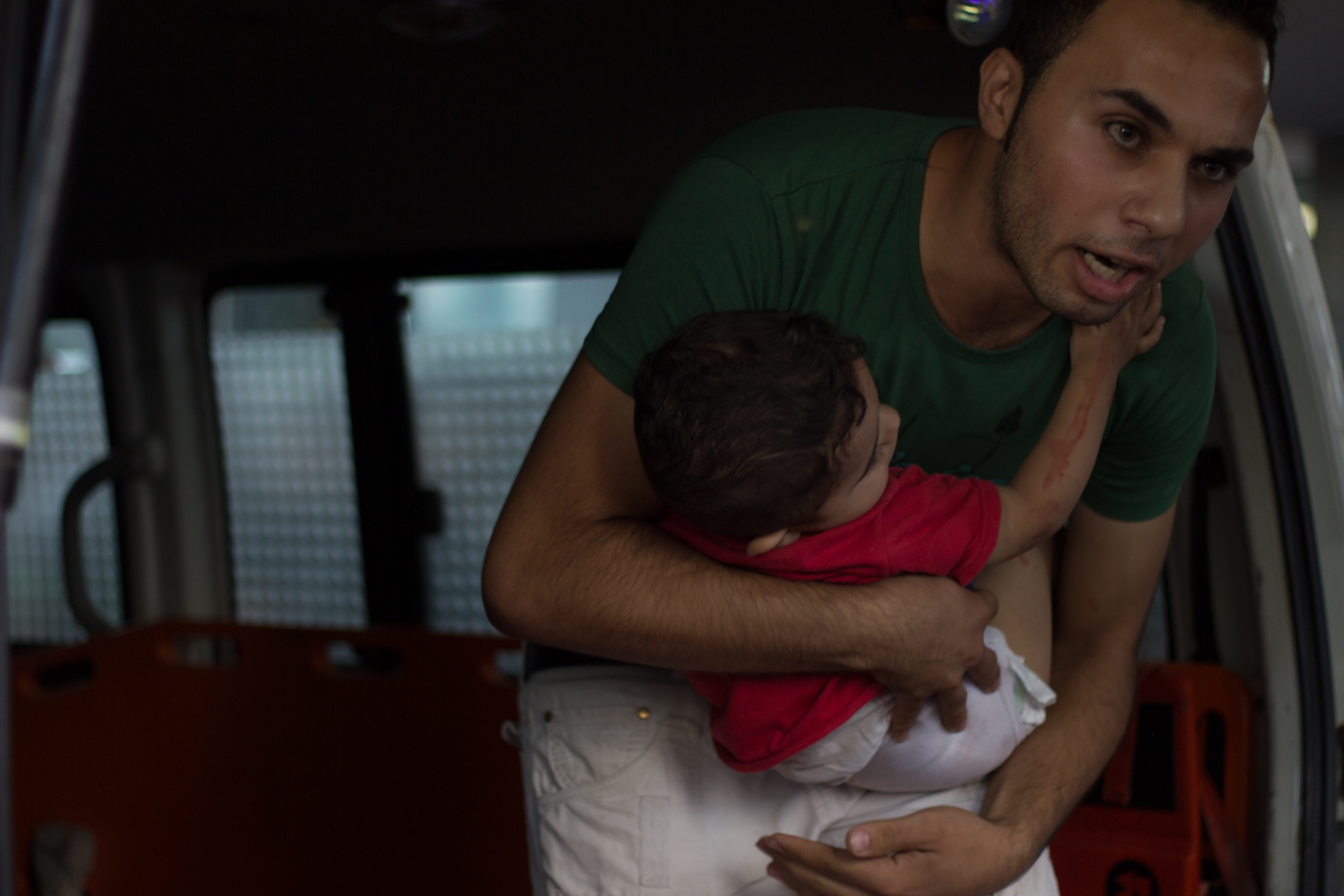
رجل يحاول نقل طفل مصاب في غارة جوية

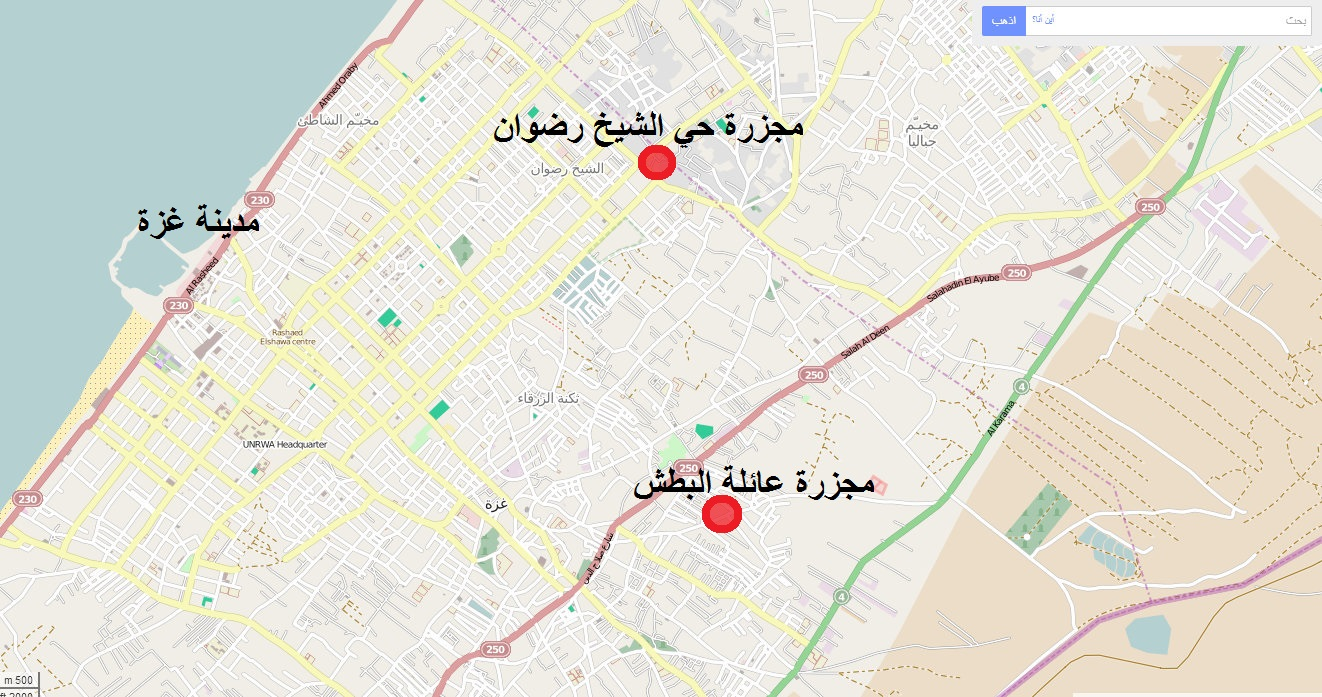
موقع حدوث مجزرتي حي الشيخ رضوان وعائلة البطش

فجر السبت استهدفت الطائرات الإسرائيلية جمعية «مبرة فلسطين» للمعاقين بالقرب من جامعة القدس شمال قطاع مما أدى إلى مقتل فتاتين وأصيب 4 آخرين وتحول المكان إلى أنقاض. شغلت إسرائيل بطارية صواريخ ثامنة تنتمي للقبة الحديدية لمواجهة صواريخ الفصائل الفلسطينية.
بعد ظهر السبت قصفت طائرة إسرائيلية مجموعة مدنيين في حي الشيخ رضوان شمال شرق مدينة وأوقعت 7 قتلى وأكثر من 10 جرحى.
بحدود الساعة الثامنة مساءً بثت كتائب القسام رسالة باللغتين العربية والعبرية عبر فضائية الأقصى تفيد بأنها ستقصف تل أبيب وضواحيها الجنوبية بعد الساعة التاسعة مساءً وأنها تدعو المواطنين لأخذ الحيطة والحذر وطالبت وسائل الإعلام بتغطية الحدث، وبعد حوالي ساعة من الرسالة بث الإعلام الإسرائيلي بشكل مباشر وقائع الهجمات حيث أظهر السكان وهم يهرعون إلى الملاجئ، قود أطلقت القسام 4 صواريخ على الأقل من طراز جي 80 محلية الصنع على منطقة تل أبيب وغوش دان.
مساء وبالتزامن مع خروج المواطنين من صلاة التراويح قصفت الطائرات الإسرائيلية منزل اللواء تيسير البطش بصاروخين على الأقل، وأدى إلى مقتل 18 مدني فلسطيني، وقد جاءت المجزرة الإسرائيلية عقب تهديد وقصف كتائب القسام مدينة تل أبيب.
كتائب القسام كانت قد أعلنت في أنها تصدت لقوة بحرية إسرائيلية فجر اليوم حاولت التسلل عبر شاطئ منطقة السودانية شمالي قطاع. واعترف الجيش الإسرائيلي بإصابة أربعة من جنوده في الاشتباك الذي قالت سرايا القدس الجناح العسكري لحركة الجهاد الإسلامي إن مقاتليها شاركوا فيه وقالت أن النار اشتعلت في زورق حربي إسرائيلي شارك في العملية.
قبل ظهر اليوم قصفت الطائرات منزل لعائلة الخطيب في مخيم النصيرات في المنطقة الوسطى، وآخر في مخيم المغازي وسط قطاع، وثالث يعود لعائلة حميد في منطقة بئر النعجة شمال القطاع، وقصفت كذلك شقة سكنية في أبراج الشيخ زايد شمال القطاع، ومنزلًا يعود لعائلة حبيب في حي الزيتون شرق مدينة، وأيضًا على موقع للمقاومة في مدينة خان يونس، وأراضي زراعية في بلدة القرارة شرق خان يونس.

### 13 يوليو
كمنت مجموعة من كتائب القسام لوحدة متسللة من كوماندوز بحري صهيونية في منطقة السودانية غرب، وفتحوا نيران أسلحتهم باتجاهها فور وقوعها في الكمين، موقعين في صفوف الوحدة الإسرائيلية إصابات محققة إلا أن إعلام الإسرائيلي إكتفى بالاعتراف بإصابة 4 من جنوده في الاشتباك.

### 14 يوليو

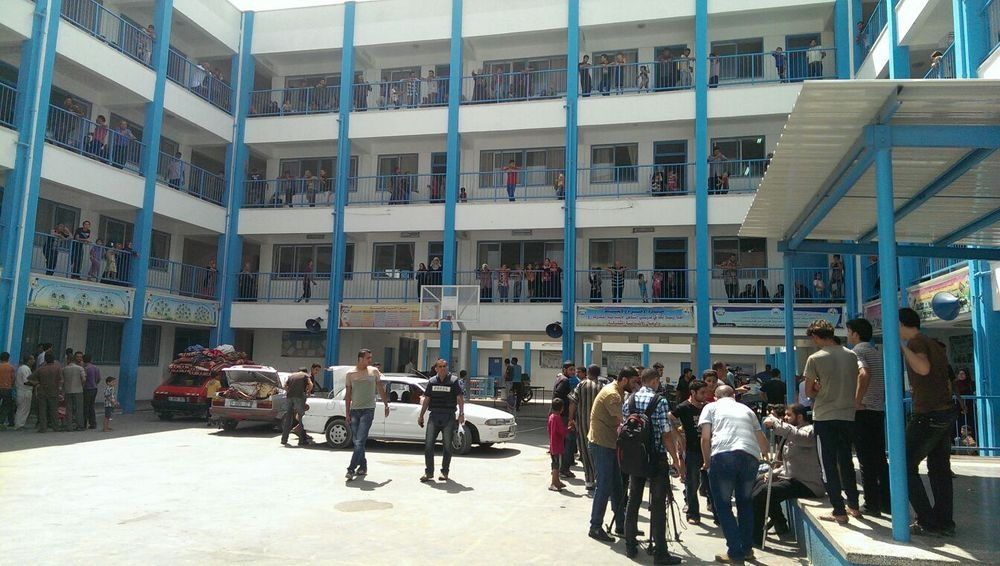
مئات المدنيين نزحوا إلى مدارس وكالة الأنروا هرباً من القصف الإسرائيلي العنيف ، 14 يوليو 2014

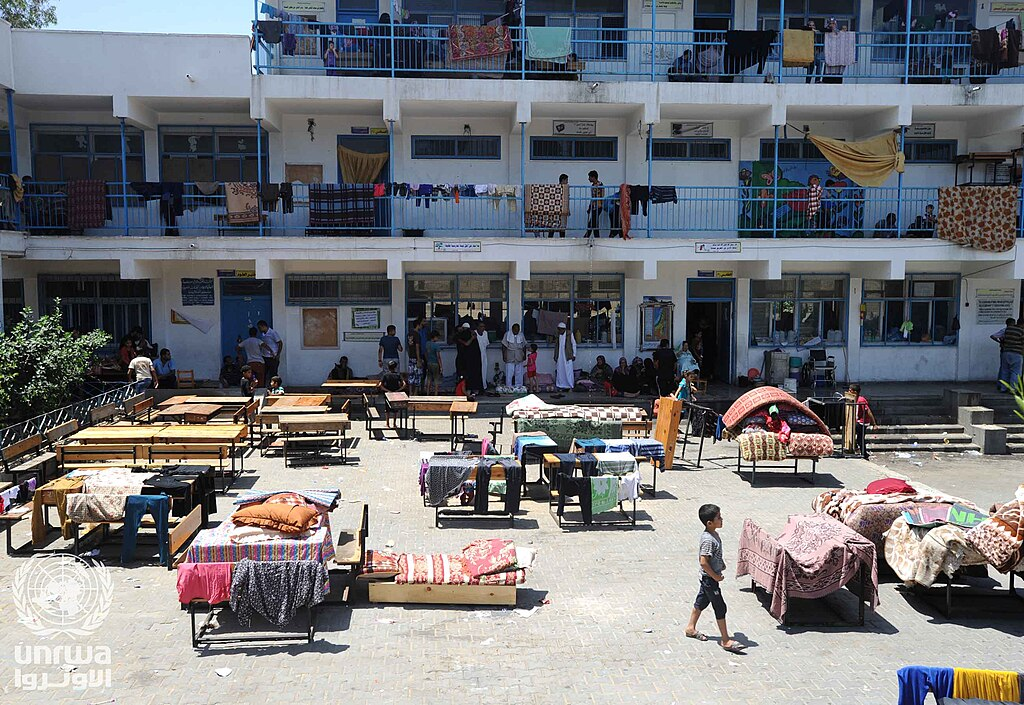
تضررت مدارس الأونروا بشدة خلال حرب غزة عام 2014. استُخدمت العديد من هذه المدارس ملاجئ للاجئين الذين فقدوا منازلهم. وطمأنت الأونروا اللاجئين بأن هذه المرافق ستحافظ على سلامتهم وسلامة عائلاتهم.

حتى العاشرة مساء كان هناك 14 قتيل جلهم من المدنيين، فقد شن الطيران الحربي الإسرائيلي غارة على مدينة رفح اسفرت عن مقتل ثلاثة فلسطينيين مدنيين فيما قتل فلسطينيين اثنين من محافظة خانيونس اثر استهداف طائرات الاحتلال الإسرائيلي لارض زراعية شمال غرب المحافظة، ومع غروب الشمس دمر الجيش الإسرائيلي مقر للامن الداخلي في خانيونس ومقر للامن الحماية.
كتائب عز الدين القسام أعلنت عن إرسالها طائرات بدون طيار أطلقت عليها أبابيل1 وحلقت إحداها فوق وزارة الدفاع الإسرائيلية، في حين قال الجيش الإسرائيلي إن منظومة آرو حيتس المضادة للصواريخ البالستية اعترضت صباح اليوم طائرة بدون طيار أطلقتها المقاومة الفلسطينية من قطاع، وقد ذكر بيان القسام إن «طائراتنا قامت صباح اليوم بثلاث طلعات شاركت في كل منها أكثر من طائرة» مشيرة إلى أنه «فقد الاتصال مع طائرتين» بدون المزيد من التفاصيل وذكرت أن إحدى الطائرات رجعت بسلام، وبثت قناة الجزيرة القطرية صور حصرية لبعض المشاهد التي صورتها، وقد تم إسقاط الطائرة على بعد نحو ثلاثين كيلومترا في العمق الإسرائيلي، حيث كشفت كتائب القسام في بيان أن مهندسيها طوروا ثلاثة نماذج من الطائرات دون طيار تحت اسم «أبابيل1»، النموذج الأول A1A للمهام الاستطلاعية، والثاني A1B للمهام الهجومية المتمثلة في إلقاء القنابل، والثالث A1C للمهام الهجومية الانتحارية.
في مساء الأثنين 14 يوليو نشرت وسائل الإعلام نص المبادرة المصرية لوقف إطلاق النار بين الفصائل في وإسرائيل، وسبقها بساعات حديث عن شروط التهدئة فقد ذكرت صحيفة يديعوت أحرونوت إسرائيل وحماس تطلبان العودة إلى تفاهمات 2012، لكن حماس تقول إن إسرائيل لم تلتزم بها، كما تطلب فتح معبر رفح، لكن المصريين وضعوا شروط على حركة حماس كتولي أمن السلطة من رام الله شؤون المعبر وألا يكون معبر رفح مفتوحا طول الوقت.
وافقت إسرائيل على المبادة المصرية وذكرت أنها ستوقف إطلاق النار التاسعة صباح اليوم التالي أي 15 يوليو، ولكن حركة حماس قالت إنها لم تتسلم أي مبادرات رسمية من أية جهة، وأعلنت فصائل المقاومة بعد ظهر الثلاثاء رفضها للمبادرة المصرية.
إسماعيل هنية ألقى خطاب ..

### 15 يوليو
كانت إسرائيل قد أعلنت قبولها لمبادرة مصرية تتعلق بالتهدئة والتي لم تعرضها على المقاومة، وأعلنت إسرائيل أنها ستوقف إطلاق النار ابتداءً من التاسعة صباحاً، ولكن صفارات الإنذار لم تتوقف خلال الساعتين التالييتين لاعلان وقف إطلاق النار من اتجاه واحد، وضرب أحد الصواريخ مدينة حيفا للمرة السادسة منذ بداية الحرب. بحدود الساعة السابعة مساء أطلقت المقاومة عشرات الصواريخ على إسرائيل، وقتل جندي إسرائيلي إثر سقوط قذيفة هاون اطلقتها المقاومة على معبر بيت حانون.

### 16 يوليو (اليوم 10)

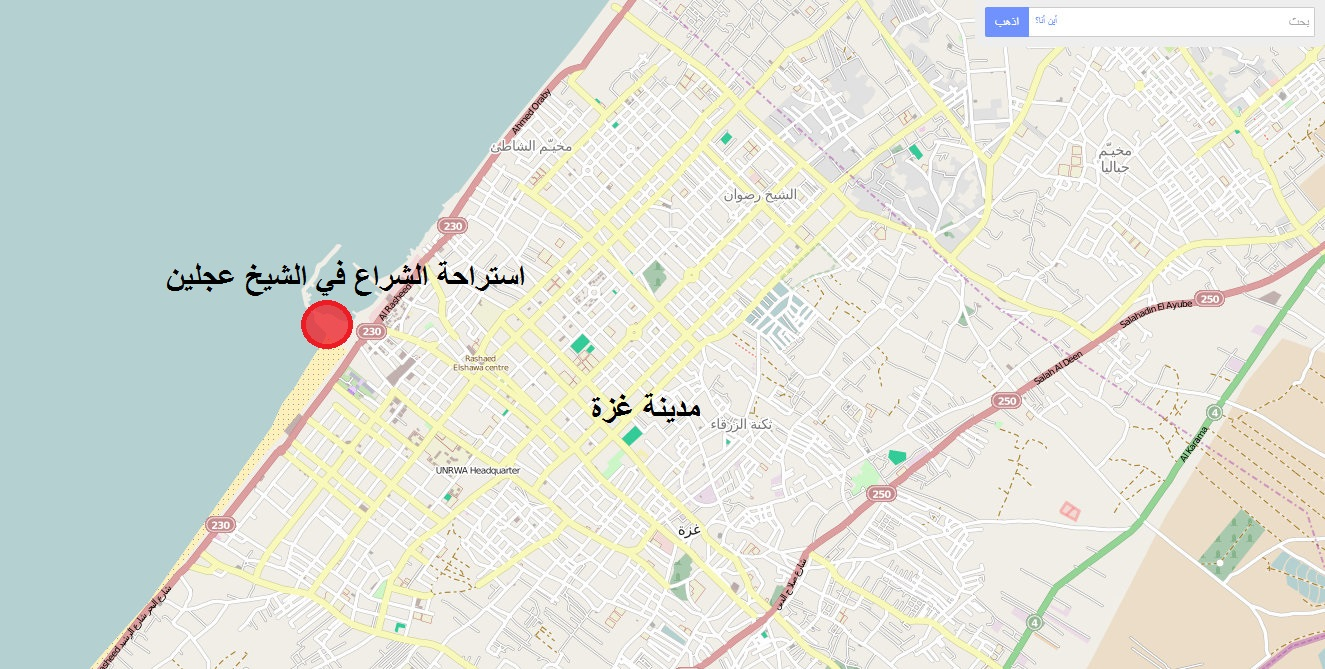
موقع مجزرة استراحة الشراع حيث قتل الطيران الإسرائيلي 4 أطفال أعمارهم أقل من 11 سنة في منطقة الشيخ عجلين غرب

خلال الليلة الماضية دمر طيران جيش الاحتلال أكثر من 30 منزلاً في أنحاء قطاع ، وأعقب ذلك أن تعرضت مدينة تل أبيب والمدن المحيطة بها لأعنف الهجمات الصاروخية منذ العدوان على حيث سقط فيها أكثر من 40 صاروخ في الفترة بين الصباح حتى الظهيرة
بعد العصر تعرض محيط مسجد الكتيبة في خان يونس إلى قصف طال المدنيين وسقط 4 وهم مسنة وطفلة وشابين، كما ارتكب الطيران الإسرائيلي مجزرة طالت مجموعة أطفال كان يلهون على استراحة الشراع والتي تقع على شاطيء في منطقة الشيخ عجلين غرب مدينة وجميعهم من عائلة «بكر» وتتراوح أعمارهم من 9 إلى 11 سنة، وفي مساء الأربعاء قرر الكابينيت استدعاء 8 آلاف جندي إضافة إلى 40 الف مجند احتياط تم استدعائهم منذ بداية الحرب.

### 17 يوليو
بعد منتصف ليلة الخميس استهدفت سلسلة غارات بيوت المدنيين في القطاع ومن بينها منزل وزير الداخلية السابق فتحي حماد ومنزلاُ في حي النصر ومنزلاً لعائلة عقيلان في شارع المخابرات غرب مدينة ومنزلاً لعائلة أبو عجوة شرق حي الشجاعية كما قصف الطائرات مركز البر والتقوي شمال رفح واستهدفت منزل القيادي في حركة حماس خليل الحية ومنازل تعود لعائلات اليازجي وحبيب، كما دوت صافرات الإنذار قبل العاشرة صباحاُ في عسقلان وأسدود وتل أبيب وبئر السبع وبلدات أخرى في إسرائيل.
وفد الشاباك بقيادة يورام كوهين كان قد توجه إلى إلى القاهرة للتوصل إلى اتفاقية وقف إطلاق نار وصولا إلى التهدئة، كانت وكالة فرانس برس وبي بي سي البريطانية نقلت عن مسؤول إسرائيلي عصر الخميس انه تم التوصل لاتفاق سيدخل حيز التنفيذ صباح الجمعة إلا أن إسرائيل وحماس نفتا توصلهما لهدنة وقف إطلاق نار.
مع انتهاء وقف النار عادت صافرات الإنذار لتدوي في مدينة بئر السبع، ومركز مدينة عسقلان، ومحيط بلدات المجلس الإقليمي لساحل عسقلان، في فترة المساء تم رصد واعتراض طائرة بدون طيار أطلقت من قطاع بصاروخ أرض جو باتريوت قرب مدينة عسقلان، وأعلنت كتائب عز الدين القسام في بيان لها إرسال طائرة بدون طيار باتجاه إسرائيل.
بعد مطالبة الأمم المتحدة كلاً من إسرائيل والمقاومة في بهدنة إنسانية لمدة خمس ساعات تبدأ في الساعة العاشرة من صباح الخميس وتنتهي الساعة الثالثة لتمكين توصيل الاحتياجات الإنسانية للسكان، وفور بدء سريان التهدئة بدت شوارع قطاع نابضة بالحيا بفعل ضجيج السكان، الذي خرجوا للتزود بحاجياتهم ومستلزماتهم ولم يسجل أي خرق دون تسجيل أي خرق.
بحدود الساعة 05:27 بالتوقيت المحلي تناقل الاعلام الإسرائيلي بأن حدثاً امنياً يجري على الحدود مع دون أن يذكر التفاصيل، وبعد قرابة الساعة ذكر موقع روترالعبري بأن مجموعة من المسلحين نجحت في التسلل لأشكول.
بعد استدعاء الكابينت لنحو 8 الآف جندي احتياط، أعلن الجيش الإسرائيلي عن بدء عملية برية تهدف إلى ضرب الإنفاق مع مصر وستعمل على منع إطلاق صواريخ حماس من في اتجاه إسرائيل.
عقب الإعلان عن العملية البرية ارتكبت المدفعية الإسرائيلية مساء الخميس مجزرة جديدة بحق أطفال من عائلة شحيبر في حي الصبرة جنوب غرب مدينة.

### 18 يوليو

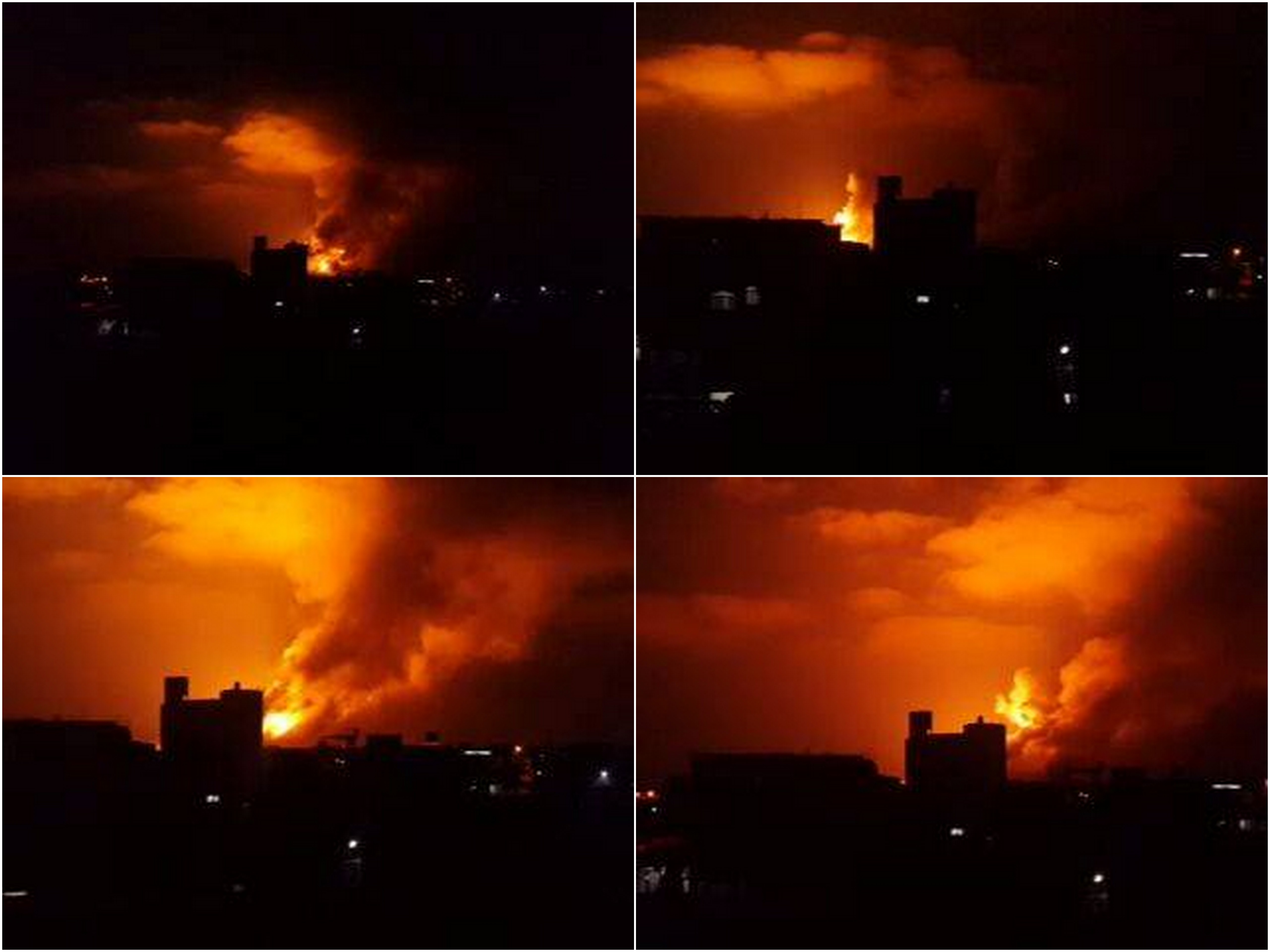
قصف المدفعية الإسرائيلي على شرق مدينة مساء 18 يوليو 2014

منذ ساعات فجر الجمعة وحتى الساعة الواحدة ظهراً بالتوقيت المحلي أعلن عن سقوط 28 قتيل من المدنيين من بينهم 3 أطفال قتلوا بقصف إسرائيلي على أبراج الندى في بيت حانون، كما سقط 9 قتلى وعدة اصابات بالغة الخطورة في قصف استهدف منطقة القرارة شرق خانيونس، كما استهدفت طائرات الاحتلال برج الجوهرة وسط مدينة والذي يضم مكاتب اعلاميين وصحافيين.
بحدود الساعة الثانية عشر أعلنت إسرائيل رسميًا مقتل رقيب وإصابة خمسة من الجنود اثنين منهم بحالة حرجة في الاشتباكات مع كتائب القسام قرب قرية أم النصر شمال القطاع بعد أن حاولت قوة إسرائيلية خاصة التسلل فجراً قرب موقع «عسقلان» التابع لكتائب القسام حيث نصب كميناً محكماً هناك يتكون من 5 عبوات ناسفة وعدد من مقاتلي النخبة، وأعلن في إسرائيل عن سقوط 70 صاروخ حتى الساعة الثالثة عصراً.

### 19 يوليو

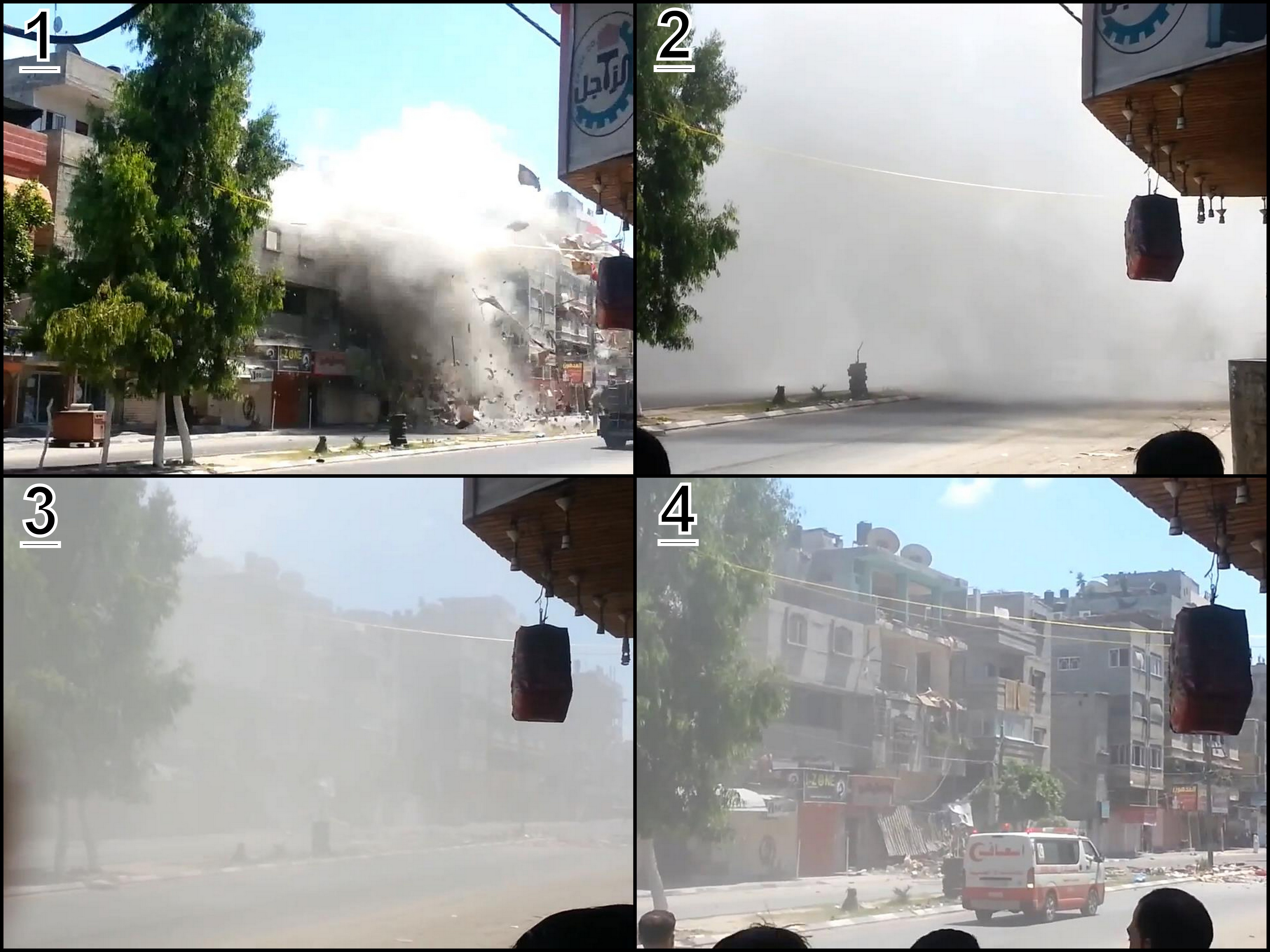
لقطات لقصف بيت في مدينة بطائرة حربية إسرائيلية بعد ظهر يوم 19 يوليو 2014

منذ فجر السبت وحتى منتصف اليوم سقط 14 قتيل وأكثر من 20 إصابة في قصف إسرائيلي جنوب وشمال قطاع ، حيث أعلن الناطق باسم وزارة الصحة في ارتفاع عدد القتلى إلى 316 قتيل وأكثر من 2300 جريح منذ بدء العدوان الإسرائيلي على القطاع.
صباح السبت أعلنت كتائب القسام تنفيذها عملية خلف خطوط قوات الجيش الإسرائيلي في المنطقة الوسطى من قطاع، وشهدت منطقة اشكول والشوارع المحيطة بها توترا امنيا لا سيما عسقلان تحسبا من عملية تسلل للمقاومة الفلسطينية وحتى السادسة مساء ارتفع عدد قتلى القصف الجوي والمدفعي إلى أكثر من أربعين من بينهم 5 قتلى من عائلة زويدي و3 من عائلة حمودي.
مع دخول العملية البرية يومها الثالث نفذت المقومة الفلسطينية عمليات وصفت بالنوعية، حيث أعلنت كتائب القسام بأن وحدات مختارة تتكون 12 مقاتل تمكنت من التسلل صباحاً إلى موقع «أبو مطيبق» الإسرائيلي شرق المحافظة الوسطى وتمكنوا من إنزال خلف «خطوط العدو»، وتمكنوا من مهاجمة دورية مكونة من أربع جيبات وذكرت الكتائب أنه قتلت ستة جنود.
وفي فترة المساء تمكنت مجموعة أخرى من قوات النخبة في كتائب القساممن التلل عبر نفق في منطقة الريان في محيط صوفا وتمكنت من قتل 5 جنود بالرصاص ثلاثة منهم في الرأس واثنين في مناطق مختلفة من الجسم حسب ما ورد في بيان الكتائب الذي وزع على الإعلام.
سرايا القدس الجناح العسكري لحركة الجهاد أعلنت مسئوليتها عن تفجير عبوة أرضية شديدة الانفجار بدبابة إسرائيلية شمال مدينة بيت حانون شمال القطاع، وتفجير دبابة إسرائيلية ثانية في بيارة أبو رحمة ببيت حانون.

### 20 يوليو

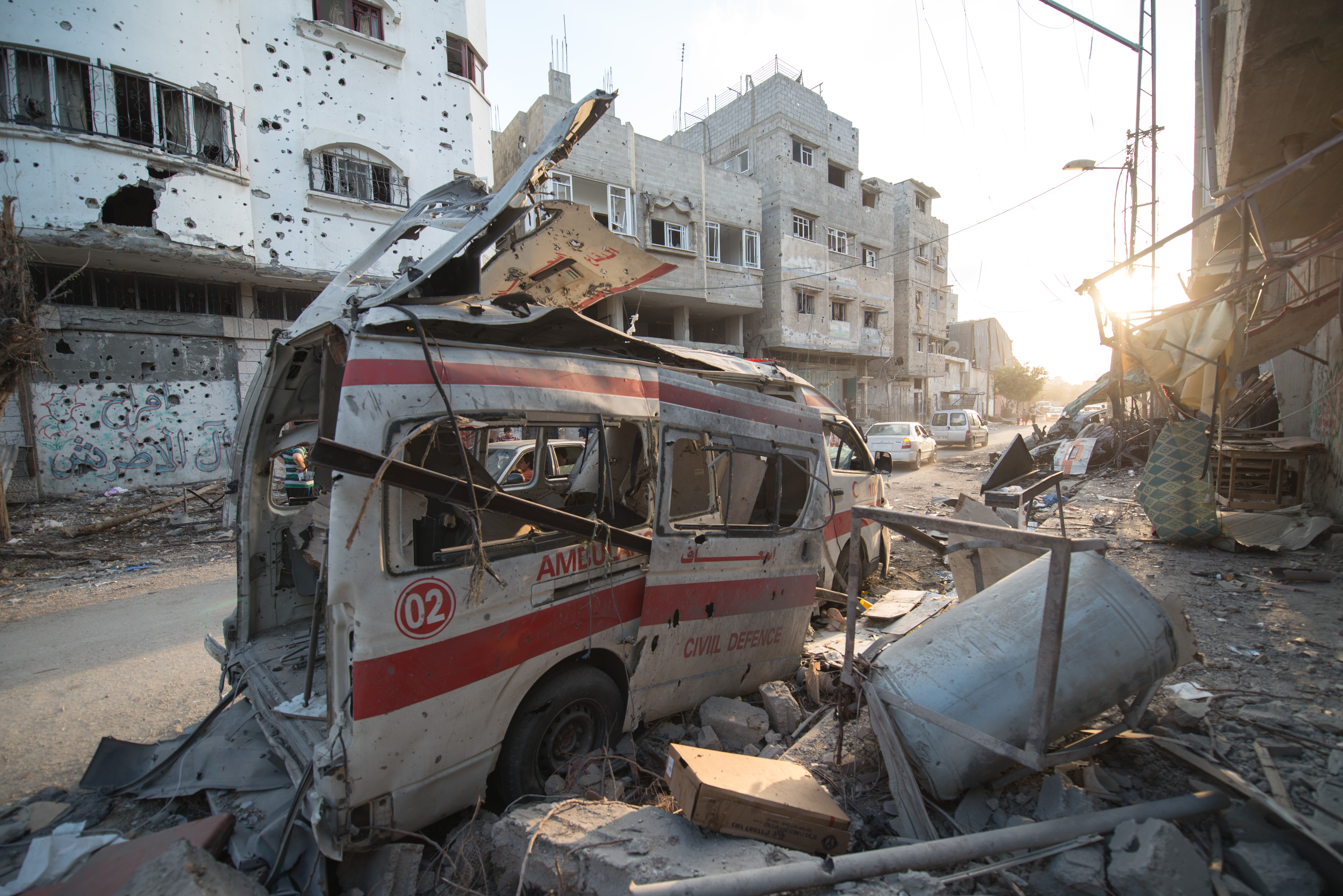
مركبة إسعاف الدفاع المدني الفلسطيني، تعرضت للتدمير بفعل القصف في حي الشجاعية.

منذ فجر الأحد 20 يوليو قصفت المدفعية الإسرائيلية بشكل عشوائي وعنيف حي الشجاعية شرق وسقط أكثر من 60 قتيلاً ومئات الجرحى من المدنيين، وبحدود الساعة السابعة مساء قصفت الطائرات الإسرائيلية إحدى الشقق السكنية بمنطقة الرمال وأدى إلى مقتل 9 مدنيين.
المقاومة الفلسطينية كانت قد خاضت معارك فجر الأحد شرق ودمرت ناقلتي جند ودبابة من نوع ميركافا وقتلت 13 جندي من لواء جولاني وأسرت الجندي شاؤول أرون، وبعد إعلان كتائب القسام عن أسر الجندي عمّت احتفالات في قطاع ومدن الضفة الغربية.
وكالة الأنروا التابعة للأمم المتحدة تحدثت على أن هناك 76,000 نازح جراء الحرب في قطاع وأن هنالك 60 مدرسة تابعة للأونروا تعمل كملجئ للطوارئ
ووقعت قوة صهيونية خاصة في كمين محكم لكتائب القسام شرق جحر الديك، واشتبك المقاومون القساميون معها وجهاً لوجه، وأطلقوا تجاهها قذيفة RPG، ثم قاموا بالاشتباك مع قوةٍ أخرى متحصنةٍ داخل منزلٍ بالجوار فأطلقوا تجاهها قذيفة RPG واشتبكوا معها بالأسلحة المتوسطة، ما أدى إلى اشتعال النيران في هذا المنزل، كما استهدفوا إحدى الدبابات المساندة، وقد أكدوا مقتل جنديين إسرائيليين وإصابة 5 آخرين.

### 21 يوليو
فجر الأثنين تسللت قوة من كتائب القسام تتألف من 12 عنصر عبر نفق أرضي قرب مستوطنة نيرعام شمال قطاع وكانوا يرتدون بزات وخوذات عسكرية واستدرجت مجموعة جنود وقتلتهم جميعاً ومن بينهم الكولونيل دوليف كيدار وبعد تنفيذ العملية ومع الانسحاب قصف الطائرات الإسرائيلية المجموعة وقتلت 10 منهم وقد اعترف الجيش الإسرائيلي بمقتل 7 جنود في هذا اليوم.
صباحاً قصفت الطائرات الإسرائيلية بيت لعائلة آل أبو جامع في محافظة رفح جنوب القطاع وسقط 25 قتيلاً وعشرات الإصابات، بعد الظهر قصفت الطائرات الإسرائيلية مستشفى شهداء الأقصى في دير البلح وسط قطاع وقد قتل 4 وأصيب 40 مدنياً على الأقل.

### 22 يوليو
صباح الثلاثاء اعترف الجيش الإسرائيلي بأنه فقد أحد جنوده المشاركين في الهجوم على قطاع، وحتى الرابعة عصراً كان قد سقط 13 قتيلاً و40 جريحاً في سلسلة غارات استهدفت مناطق متفرقة من قطاع  وحتى ساعة متاخرة من يوم الثلاثاء وصل عدد القتلى إلى 58 فلسطينياً من بينهم أربعة قتلوا في غارة إسرائيلية استهدفتهم بالقرب من منزل لعائلة النباهين في مخيم البريج وارتفع العدد الإجمالي إلى 631 قتيلاً.

### 23 يوليو
فجر الأربعاء تعرضت مناطق شرق خانيونس وهي خزاعة وعبسان الجديدة وعبسان الشرقية للقصف جواً وبراً واضطر السكان للبقاء في منازلهم وهم يستنجدون لإخراجهم مع قتلاهم، وقد سقط في خزاعة أكثر من 29 قتيلاً وأكثر من 60 إصابة، ولم تتمكن سيارات الإسعاف التابعة للصليب الأحمر والهلال الأحمر من دخول بلدة خزاعة بسبب نيران القناصين  وحسب شهود عيان فإن جيش الاحتلال عمد إلى تدمير أكثر من ثلثي بلدة خزاعة التي يسكنها قرابة 11 ألف نسمة.
في حين فجّر مقاتلون من كتائب القسام عبوة ناسفة برميلية بقوة راجلة غرب كيسوفيم، واشتبكوا معها ففرّت إلى أحد المنازل الذي كان مفخخاً، فقام القساميون بتفجيره مما أدى إلى انهياره على من فيه من الجنود، وقد اعترف الجيش الصهيوني بمقتل (3) جنود أحدهم ضابط وإصابة 15 آخرين 3 منهم حالتهم خطرة.

### 24 يوليو
قصفت المدفعية الإسرائيلية مدرسة تابعة للأونروا في بيت حانون وكانت المدرسة ملجأً لفلسطينيين نزحوا من منازلهم. أدى القصف إلى مقتل 16 فلسطينيًا وجرح 200 آخرين. وأكد المتحدث باسم الأونروا كريس غانيس أن المنظمة أعطت إحداثيات المدرسة مسبقًا للجيش الإسرائيلي كتدبير وقائي لمنع الإغارة عليها، مضيفًا أن طلبًا قدم للجيش الإسرائيلي لفتح نافذة للمدنيين لمغادرة المدرسة، لكن الطلب لم يوافق عليه. المتحدث باسم الجيش الإسرائيلي بيتر ليرنير كذَب كريس غانيس قائلًا أن مهلة من العاشرة صباحًا حتى الثانية بعد الظهر مضيفًا أنهم طلبوا من الأونروا إجلاء الناس منذ ثلاثة أيام. المتحدث الإسرائيلي قال أيضًا أن الجيش «لا يعلم ما الذي سبب هذه المأساة»، لكنه أشار إلى أن «أجهزة الاستشعار» الإسرائيلية رصدت إطلاق حماس صواريخ ومقذوفات سقطت في بيت حانون.
أما مقاتلوا كتائب القسام فتسللوا خلف القوات الصهيونية المتوغلة شرق حي التفاح وقتلوا (8) جنود من مسافة صفر، ودمّروا ناقلة جند من نوع شيزاريت بقذيفة آر بي جي - 29.
وهاجمت مجموعة أخرى من القسام من قوات النخبة القسامية مجموعة من الآليات الصهيونية المتوغلة شرق حي القرارة بعبوتي شواظ، كما فجرت عبوةً رعديةً بقوةٍ راجلةٍ واشتبكت معها، وقد أكدت القسام قتل (5) جنودٍ صهاينةٍ واغتنام سلاح رشاش يحمل الرقم (41510233).

### 25 يوليو
حتى السادسة مساء وصل عدد القتلى المدنيين في إلى 39 من بينهم أربعة مواطنين قتلوا في غارة إسرائيلية استهدفت دراجة نارية وقصف مدفعي في خانيونس جنوب القطاع ومسؤول الإعلام الحربي في قطاع صلاح أحمد أبو حسنين، كما انتشل أربعة جثث من تحت الأنقاض من شرق الشجاعية، وفي جانب آخر أعلنت كتائب القسام عن مقتل 10 جنود إسرائيليين في كمين ببيت حانون بعد أن استدرجت قوة إسرائيلية خاصة إلى منزل في شرق بيت حانون بقطاع، وفجرته بعبوات ناسفة.
عقب صلاة الجمعة خرجت مسيرات في مدن الضفة الغربية وتحولت إلى مواجهات مع جيش الاحتلال الذي قتل خمسة فلسطينيين ثلاثة منهم في محافظة الخليل واثنين في نابلس.

### 26 يوليو (اليوم 20)
في الساعة الثامنة صباحاً بالتوقيت المحلي بدأت هدنة تستمر لمدة عشر ساعات والتي وافقت عليها إسرائيل وحركات المقاومة في، وقبل التهدئة سقط 28 قتيلاً من المدنيين.
منذ ساعات الفجر الأولى وحتى الساعة الثامنة صباحاً كثّف الجيش الإسرائيلي قصفه المدفعي والصاروخي فقد قصف الطيران منزل لعائلة النجار وسط مدينة خان يونس جنوب القطاع وسقط أكثر من 19 قتيلاً بينهم أطفال ونساء وعشرات الإصابات.
خلال الهدنة الإنسانية تم انتشال أكثر من 132 جثة، من بينها 25 جثة في منطقة بيت حانون وبيت لاهيا شمال القطاع، ونحو 25 جثة من مناطق الشجاعية والزيتون شرقاً و13 جثة من مناطق وسط القطاع كالبريج ودير البلح والنصيرات و13 جثة من خان يونس ورفح.
وعلى الصعيد الدبلوماسي، شارك وزراء خارجية كل من الولايات المتحدة وقطر وتركيا وفرنسا وبريطانيا وإيطاليا وألمانيا وممثل للاتحاد الأوروبي في اجتماع في باريس سُمي «الاجتماع الدولي لدعم وقف إطلاق النار الإنساني في». حث بيان صادر عن الاجتماع إسرائيل والمقاومة الفلسطينية على إعلان هدنة جديدة مدتها أربع وعشرون ساعة قابلة للتمديد وبدء مفاوضات تؤدي إلى هدنة دائمة. وقد ذكر الناطق باسم الخارجية رومان نادال أن الاجتماع يهدف إلى دعم المبادرة المصرية، وأنه نظم بالتفاهم مع القاهرة، لكن مصر لم تكن من بين المشاركين في الاجتماع.
في حين نصبت مجموعة قسامية كميناً لقوة صهيونية راجلة في منطقة «كيسوفيم»، واشتبكت معها من مسافة صفر، وقام الجيش الصهيوني بإطلاق القنابل الدخانية والنار بشكل كثيف للتغطية على إخلاء القتلى الجرحى من جنوده، وقد اعترف الجيش الصهيوني بمقتل جنديين وإصابة آخرين.

### 27 يوليو
كان 27 يوليو هو اليوم الواحد والعشرين للحرب على قطاع، ارتفع عدد الشهداء خلاله إلى 1031 فلسطينياً، منهم 208 طفلًا و82 سيدة و40 مسنا، فيما جرح ما يزيد عن 6000 فلسطيني 1561 طفلا و1012سيدة و203 مسنين.
ارتقى شهيدين باستهداف دراجتين ناريتين بين عبسان والزنة شرق خان يونس هما خالد عبد الستار سهمود (24 عامًا) وعصام عبد الكريم أبو سعادة (40 عامًا)، كما قصفت طائرات الاحتلال مقر مرئية الأقصى الأرضية وسط مدينة، كما واصلت إسرائيل قصفها على مركز الخدمات الطبية واستهداف محيط مستشفى الوفاء شرقي مدينة، كما انهالت إسرائيل بقذائفها على أبراج الندى وشكلت بالصواريخ لوحة فنية من الدمار في هذه الأبراج وحولتها إلى خراب ودمار ولا تصلح للعيش

### 28 يوليو
دكت مدفعية كتائب القسام تجمعاً لجنود الاحتلال شرق خزاعة بعد رصد تقدمه للمنطقة بالهاون الثقيل، فسقطت القذائف على تجمعٍ للجنود لا يقل عددهم عن 70، وقد إعترف الجيش الإسرائيلي بمقتل 6 من جنوده وإصابة آخرين بجراحٍ بالغة رغم تعتيمه الإعلامي.
ارتفع عدد الشهداء إلى 1085 مواطنًا، منهم 251 طفلًا و94 سيدة و50 مسنا، فيما جرح ما يزيد عن 6470 منهم 1561 طفلا و1012سيدة و203 مسنين.
كما شنت طائرات الاحتلال مئات الغارات الجوية المكثفة على كافة مناطق القطاع، مترافقًا مع قصف مدفعي، وطواقم الإسعاف والصليب يتمكنان من دخول خزاعة لأول مرة منذ عدة أيام من الحرب على المنطقة، رغم احتجازه لسيارة تتبع للدفاع المدنى الفلسطينى، وانتشال 3 شهداء آخرين من خزاعة من آل قديح.
كما سقط أكثر من 10 إصابات معظمهم نساء وأطفال بقصف مدفعي عنيف وعشوائي على منازل المواطنين بمخيم البريج وسط قطاع، واستشهاد 3 مواطنين بينهم اثنين من المسنين بقصف طائرات الاحتلال منزلين لعائلتي إسماعيل وبدوي بمخيم المغازي وسط قطاع.

### 29 يوليو
يوم الثلاثاء كان أكثر أيام الحرب دموية، فقد بلغ عدد الشهداء 140، جاء ذلك بعد عمليات الانزال (عملية ناحل عوز) التي قامت بها كتائب القسام فجر اليوم خلف خطوط وقتلت العشرات من جنود الاحتلال وتم تصوير العملية، وجن جنون الجيش الإسرائيلي وبدأ يقصف بقوة فقصف المساجد والمدارس. وفي المساء جاءت كلمة القائد محمد الضيف مرفقة بتصوير لعملية الاقتحام والتسلل خلف خطوط الجيش الإسرائيلي.
- خطاب محمد ضيف قائد القسام + فيديو لعملية إنزال وقتل لجنود إسرائيليين على يوتيوب - الجزيرة

### 30 يوليو
واصل الجيش الصهيوني قصفه للمدنيين حتى طال قصفه المساجد ومدارس الأونروا، سقط هذا اليوم 129 قتيلًا فلسطينيًا وأكثر من 400 جريح. ورداً على المجازر التي تحدث قامت كتائب القسام الجناح العسكري لحركة حماس بتفجير عربة من نوع «أمولوسيا» -المحملة بالمواد السائلة المتفجرة- بصاروخ كورنيت أدى ذلك لإبادة جميع من كان حول العربة من جنود وضباط إسرائيليين بالتزامن مع اندلاع نار بمساحة ضخمة. ، وستدرج مجاهدو القسام وحدةٍ صهيونيةٍ إلى مبنى مفخخ بـ (12) عبوة برميلية في منطقة الفراحين شرق خانيونس ثم تم تفجير المبنى، وقد اعترف العدو بوقوع 20 من جنوده بين قتيل وجريح.
وسحبت إسرائيل قواتها المتمركزة على حدود القطاع إلى مواقع خلفية بهدف إبعادها عن مرمى قذائف الهاون التي تطلقها المقاومة الفلسطينية. وجاء هذا القرار بعد تعرض مواقع تجميع الدبابات وقوات الاحتياط لهجوم بقذائف الهاون الاثنين الماضي أسفر عن مقتل 4 جنود إسرائيليين وجرح 6 آخرين.

### 31 يوليو
كمنت مجموعة من قوات النخبة القسامية لقوة صهيونية خاصة قرب مسجد الفردوس شرق حي التفاح وخاضت معها اشتباكاً عنيفاً، ثم هاجمت قوة خاصة كانت تتحصن في أحد المنازل بالمنطقة وأجهزت على 3 من جنود الاحتلال.

### 1 أغسطس
جرى الاتفاق على هدنة تدوم 72 ساعة بدءًا من 08:00 صباحًا وتقرر بقاء القوات في أماكنها أثناء هذه الهدنة. اتهمت إسرائيل حماس بقتل جنود وخطف آخر. في اليوم التالي ردت كتائب القسام ببيان جاء فيه أنه لا علم لها بموضوع الجندي المخطوف أو مكان وظروف اختفائه. وجاء في البيان: «لقد فقدنا الاتصال بمجموعة المجاهدين التي تواجدت في كمين نصبوه لجنود الاحتلال أثناء توغلهم ليلا شرقي رفح، ونرجح أن جميع أفراد هذه المجموعة قد استشهدوا في القصف الصهيوني، فيما قتل معهم الجندي الذي يتحدث العدو عن اختفائه، على افتراض أن هذه المجموعة من مقاتلينا قد أسرت هذا الجندي أثناء الاشتباك.»

### 2 أغسطس
المقاومة تقوم بعمليات نوعية وعمليات إطلاق صواريخ مختلفة الأنواع على وسط وجنوب فلسطين المحتلة رداً على المجازر الإسرائيلية المتواصلة في قطاع.
كتائب القسام يعلن في هذا اليوم عدم علمه بالجندي المفقود الذي اعلنت عنه إسرائيل، كما أصيب 7 جنود إسرائيليين بصواريخ المقاومة.
حتى هذا اليوم تم إطلاق أكثر من 30 ألف قذيفة مدفعية إسرائيلية على قطاع وأكثر من 4000 غارة جوية منذ بدء الحرب والقبة الحديدية تعترض 500 صاروخ ونظام معطف الريح يعترض 10 صواريخ موجهة للدبابات.
والقسام يقول ان مجاهدوه يؤكدون بعد عودتهم من خطوط المواجهة تنفيذ عملية مشتركة مع سرايا القدس بتاريخ 24-7 حيث اشتبكوا مع قوة خاصة تحصنت في منزل بمنطقة خزاعة بالأسلحة والقنابل اليدوية وأوقعوا فيها قتلى وجرحى.
وصول 7 شهداء و10 إصابات بقصف منزل المواطن فؤاد الشاعر برفح، ووصول 3 شهيدات وأكثر من 30 إصابة بينها حالات خطيرة إلى المستشفى الإماراتي في قصف استهدف منزل لعائلة أبو سليمان في رفح، وسامي أبو زهري يعلن ان الوفد الفلسطيني يغادر للقاهرة دون مشاركة بسبب الوضع الأمني.

### 3 أغسطس
وارتقاء عشر شهداء في مجزرة ضد عائلة الغول بمدينة، ووصول عدد الشهداء في استهداف منزل عائلة خطاب بدير البلح إلى 6 وأكثر من 20 اصابة، وانتشال الشهيدين المتحللين حافظ أبو عامر وماهر أبو دراز من منزل بعبسان، وانتشال جثامين 9 شهداء من شرق رفح منذ ساعات الصباح، و5 شهداء وعدد من الجرحى بقصف منزل لعائلة المجدلاوي بمنطقة بئر النعجة شمال القطاع، و8 شهداء وأكثر من 15 إصابة بقصف طائرات الاحتلال منزل أبو بلال نجم في محيط مسجد التوبة في مخيم جباليا شمال القطاع.

### 6 أغسطس
ولليوم الثاني على التوالي للتهدئة المتفق عليها منذ صباح أمس لمدة 72 ساعة، تواصل أعداد كبيرة من النازحين العودة إلى مناطقهم المدمرة، ويترقبون جهود إعادة إعمار القطاع، وبناء البنية التحتية وتوفير مقومات الحياة والصمود من كهرباء ومياه وصرف صحي وكذلك توفير مساكن مؤقتة، وانشغل عشرات المواطنين بتشييع شهدائهم الذين تم انتشالهم يوم أمس من تحت ركام المنازل.
وتم انتشال 5 شهداء شرقي رفح والشهيدين أحمد أبو ارجيلة وعصام أبو يوسف من تحت ركام منزل في خزاعة شرق خانيونس، كما تم انتشال شهيدين آخرين من حي الشجاعية شرقي، وكان حوالي 475 ألف مواطن قد نزحوا من أماكنهم منهم حوالي 254 ألفًا نزحوا إلى مدارس وكالة غوث وتشغيل اللاجئين الفلسطينيين أونروا.

### 20 أغسطس
محاولة إسرائيلية فاشلة لاغتيال محمد الضيف قائد كتائب القسام، والقسام تصدر بيانا تؤكد فيه تحذير شركات الطيران من استخدام مطار بن غوريون، وتحذر المستوطنين في محيط من استهداف أماكن تواجدهم.

### 24 أغسطس
دكت مدفعية كتائب القسام بعد الرصد والمتابعة مبنى الاستخبارات الصهيوني بموقع إيرز فور دخول مجموعة من الجنود والضباط الصهاينة إليه ما أدى إلى وقوع عددٍ كبيرٍ من الجنود بين قتيلٍ وجريحٍ، فيما اعترف الجيش الإسرائيلي بإصابة 6 من جنوده 3 منهم بحال الخطر رغم التكميم الاعلامي، كما أدى القصف لاشتعال النار وانقطاع الكهرباء عن المكان.
بعد رصد كتائب القسام رئيس أركان الاحتلال آنذاك وقائد اللواء الشمالي 401 وقائد فرقة والناطق باسم الجيش الإسرائيلي أثناء زيارتهم لناحل عوز، استهدفت مدفعية القسام المكان بعدد من قذائف الهاون ما أدى إلى فرارهم مذعورين بعد سقوط القذائف قرب منطقة تواجدهم.

## أسلحة ومفاجآت
استخدمت كتائب القسام لأول مرة صاروخ محلي الصنع أطلقت عليه اسم آر160 ويصل مداه 160 كيلومتر حيث ضرب مدينة حيفا في 8 تموز/يوليو، كما أعلن عن صاروخ من طراز ج80، وهو نوع جديد يصل إلى مدى 80 كيلو متر ، كما استخدمت سرايا القدس لأول مرة صاروخ من نوع براق 70 والذي سقط في مدينة تل أبيب.، والمفاجئة الأكبر كانت باستخدم صاروخ من نوع إم-302 حيث يصل إلى 150 كيلومترا وقد سقط في منطقة الخضيرة، وتعتبر إسرائيل هذا النوع يهدد مناطق القدس وتل أبيب وأجزاء من منطقة الشمال وحقول الغاز في البحر.
في 14 يوليو ذكرت كتائب القسام أنها سيرت أكثر من طائرة بدون طيار نحو عمق إسرائيل، وأصدرت الكتائب بياناً كشفت فيه عن تصنيعها طائرات بدون طيار أطلقت عليها اسم أبابيل1 وذكرت أنها أنتجت 3 نماذج، أولها طائرة A1A وهي ذات مهام استطلاعية، ثانيها طائرة A1B وهي ذات مهام هجومية-إلقاء، وثالثها طائرة A1C وهي ذات مهام هجومية انتحارية.
وفقًا لكبير المراسلين الدوليين لسي إن إن بين ويديمان، تختلف هذه العملية عن سابقتها التي تمت أواخر 2008 ومطلع 2009 حيث أن الهجمات الحالية تركزت على مناطق ذات كثافة سكانية عالية مثل حي الشجاعية، أما السابقة فاستهدفت مناطق إطلاق الصواريخ. ويضيف بين ويديمان اختلاف آخر هو تطور قدارات مقاتلين حماس الذين أصبحوا «أكثر تدريبا واكتسبوا مهارات جديدة لم تتوقعها إسرائيل».

## سياسة تدمير المنازل والمباني
كان واضح منذ اليوم الأول من الحرب على استهداف الطائرات الإسرائيلية لمنازل المدنيين بقصد تدميرها كإجراء عقابي وكتحريض السكان ضد حركات المقاومة، إحدى هذه الغارات استهدف بيت يعود لعائلة كوارع في مدينة خان يونس وأدى إلى مقتل سبعة أشخاص وأصيب 28 آخرون، بينما قتل 6 مدنيين جراء استهداف منزل يعود لعائلة حمد في بلدة بيت حانون
اعتبرت منظمة بتسيلم أن قصف بيوت عائلات أعضاء التنظيمات الفلسطينية المسلحة هو انتهاك للقانون الإنساني الدولي، وحتى يوم 13 يوليو ذكرت المنظمة أن 52 فلسطينيا قتلوا جراء الاعتداءات على البيوت من بينهم 19 قاصراً و12 امرأة وذكرت المنظمة أن عدد قتلى استهداف العائلات كان في عائلة كوارع 8 قتلى، وعائلة ملكة 3 قتلى، عائلة المصري 4 قتلى، عائلة نواصرة 4 قتلى، عائلة الحاج 8 قتلى، عائلة غنام 5 قتلى، عائلة البطش 17 قتلى، عائلة حمد 6 قتلى.

## الخسائر

### الخسائر البشرية
56% من الفلسطينيين الذين قضوا نتيجة هذا الهجوم فلسطينيون من لاجئي نكبة 1948.
| التاريخ              | عدد القتلى الفلسطينيين | عدد القتلى الإسرائيليين |
| -------------------- | ---------------------- | ----------------------- |
| 8 يوليو              | 23                     | 0                       |
| 8 يوليو              | 39                     | 0                       |
| 10 يوليو             | 28                     | 0                       |
| 11 يوليو             | 16                     | 0                       |
| 12 يوليو             | 48                     | 0                       |
| 13 يوليو             | 18                     | 0                       |
| 14 يوليو             | 14                     | 0                       |
| 15 يوليو             | 13                     | 1                       |
| 16 يوليو             | 29                     | 0                       |
| 17 يوليو             | 41                     | 1                       |
| 18 يوليو             | 53                     | 1                       |
| 19 يوليو             | 47                     | 3                       |
| 20 يوليو             | 149                    | 15                      |
| 21 يوليو             | 78                     | 9                       |
| 22 يوليو             | 61                     | 2                       |
| 23 يوليو             | 64                     | 3                       |
| 24 يوليو             | 104                    | 1                       |
| 25 يوليو             | 66                     | 4                       |
| 26 يوليو             | 151                    | 6                       |
| 27 يوليو             | 16                     | 0                       |
| 28 يوليو             | 53                     | 10                      |
| 29 يوليو             | 144                    | 0                       |
| 30 يوليو             | 132                    | 3                       |
| 31 يوليو             | 79                     | 5                       |
| 1 أغسطس              | 160                    | 3                       |
| 2 أغسطس              | 113                    | 0                       |
| 3 أغسطس              | 92                     | 0                       |
| 4 أغسطس              | 64                     | 0                       |
| 5 - 7 أغسطس (هدنة)   | 0                      | 0                       |
| 8 أغسطس              | 5                      | 0                       |
| 9 أغسطس              | 17                     | 0                       |
| 10 أغسطس             | 24                     | 0                       |
| 11 - 12 أغسطس (هدنة) | 1                      | 0                       |
| 13 أغسطس             | 10                     | 0                       |
| 14 - 19 أغسطس (هدنة) | 67                     | 0                       |
| 20 أغسطس             | 31                     | 0                       |
| 21 أغسطس             | 56                     | 0                       |
| 22 أغسطس             | 5                      | 0                       |
| 23 أغسطس             | 11                     | 0                       |
| 24 أغسطس             | 18                     | 0                       |
| 25 أغسطس             | 10                     | 0                       |
| 26 أغسطس             | 6                      | 2                       |
| 27 - 29 أغسطس        | 0                      | 2 (متأثرين بجراحهم)     |
| المجموع              | 2147 (81% مدنيين)      | 72 (منهم 6 مدنيين)      |

### تقرير المرصد الأورومتوسطي لحقوق الإنسان
أصدر المرصد الأورومتوسطي لحقوق الإنسان تقريرا مفصلا وشاملا عن الخسائر البشرية والمادية بين الفترة الممتدة من 8 يوليو إلى 28 أغسطس بالتعاون مع وكالة الصحافة الفلسطينية واحتوى التقرير على:
| - الفلسطينيين: - 174 2 قتيل، منهم 743 1 مدني (81%) و530 طفل و302 امرأة و64 غير معروفين و340 مقاوم (16%). - 870 10 جريح، منهم 303 3 طفل و101 2 امرأة، بينما ثلث الأطفال الجرحى سيعانون من إعاقة دائمة. - 145 عائلة فلسطينية فقدت 3 أو أكثر من أفرادها في حدث واحد وإجمالهم 755 فرد قتل. - أكثر الأيام دموية هو 1 أغسطس أين قتل 160 شخص. | - الإسرائيليين: - 70 إسرائيلي قتل، منهم 64 جندي (91%) و6 مدنيين (9%) منهم امرأة وطفل واحد. - من الجنود القتلى من يحمل جنسيتين مختلفتين أين يوجد 57 جندي إسرائيلي، 2 جنود إسرائيليين-أمريكيين، 2 جنود إسرائيليين-بلجيكيين، 1 جندي إسرائيلي-فرنسي، 2 جنود غير معروفين. - 720 جريح إسرائيلي. |

ويوجد أيضا:
| - 11 قتيل من الأنروا (قتلتهم إسرائيل). - 23 قتيل من الطواقم الطبية (قتلتهم إسرائيل). - 16 صحفي (قتلتهم إسرائيل). | - 3.6 مليار دولار أمريكي إجمالي الخسائر. - تدمير 62 مسجد بالكامل و109 جزئيا. وتدمير كنيسة واحدة جزئيا. وتدمير 10 مقابر إسلامية ومقبرة واحدة مسيحية. - 000 100 مهجر فلسطيني بلا مأوى. - 132 17 منزل مدمر، منهم 465 2 مدمر كليا و667 14 مدمر جزئيا، بينما يوجد 500 39 منزل متضرر. وكذلك 5 عمارات سكنية مرتفعة تم تدميرها كاملة. - عدد الهجمات الإسرائيلية كانت: 210 8 صاروخ جوي، 736 15 قذيفة بحرية، و718 36 قذيفة برية. - استهدفت الصواريخ والقذائف الإسرائيلية: 9 محطات لمعالجة المياه، 18 منشأة كهربائية، 19 مؤسسة مالية ومصرفية، 372 مؤسسة صناعية وتجارية، 55 قارب صيد، 10 مستشفيات، 19 مركزا صحيا، 36 سيارة إسعاف، 222 مدرسة، منها 141 مدرسة حكومية و76 مدرسة تابعة للأونروا و5 مدارس خاصة، 6 جامعات، 48 جمعية، محطة توليد كهرباء واحدة. |

## ردود الفعل

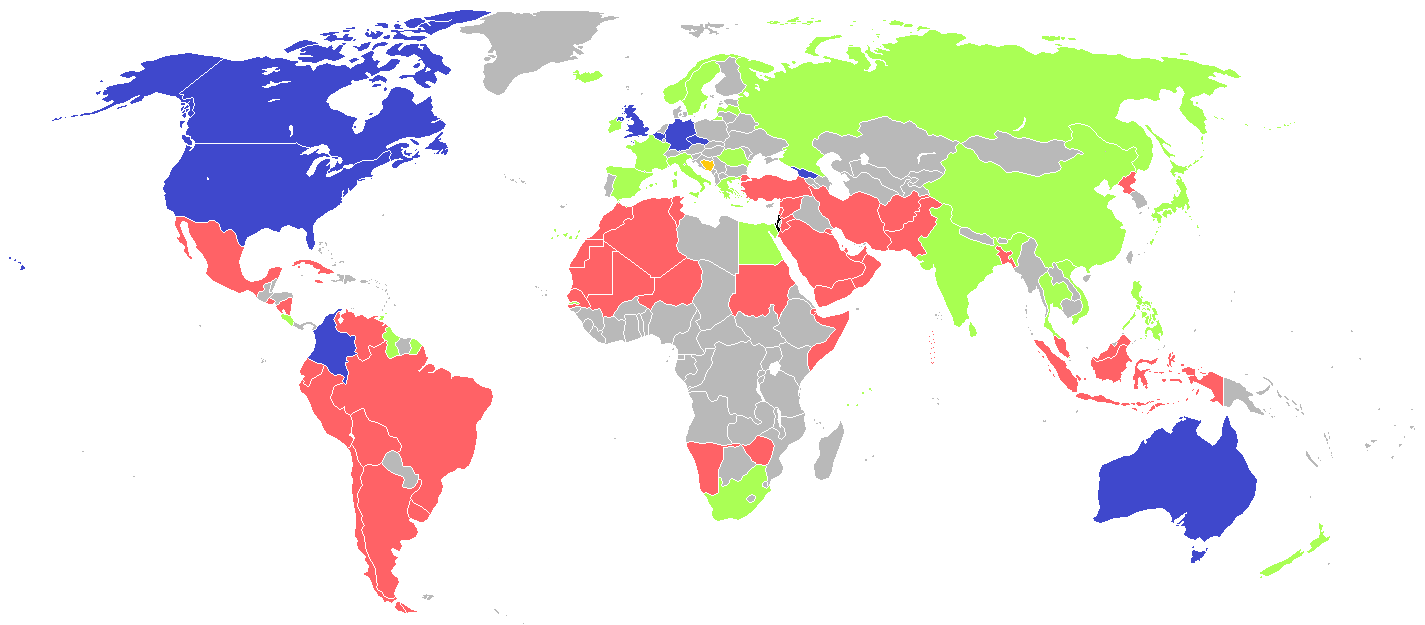
قطاع غزة وإسرائيل
الدول التي أدانت تصرفات إسرائيل
الدول التي تدعم موقف إسرائيل وتدين الهجمات الصاروخية لحماس
الدول التي وقفت على حياد
الدول ذات ردود فعل رسمية متباينة

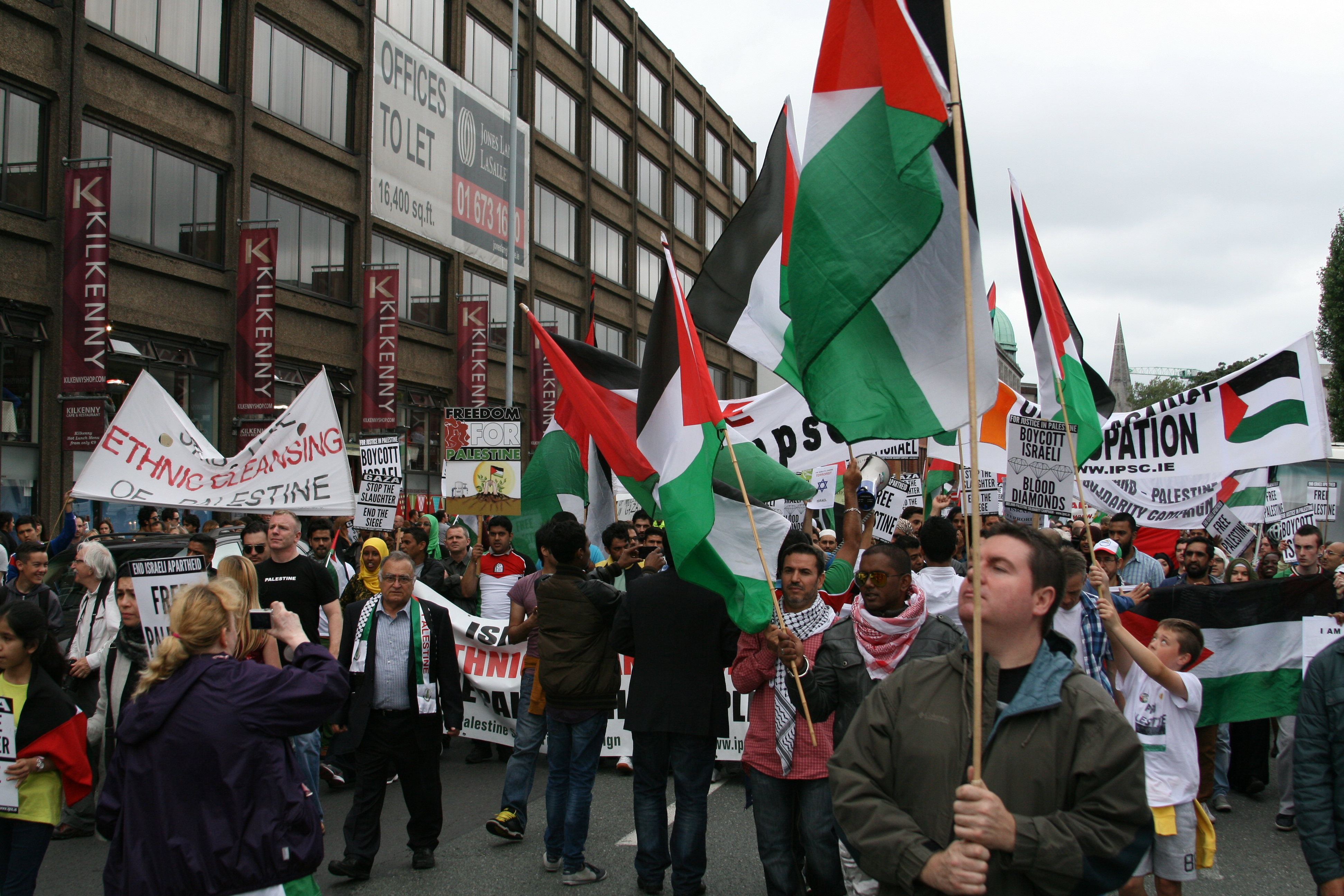
مظاهرة نظمت في 12 يوليو 2014 بأيرلندا

- ألمانيا: قال وزير الخارجية الألماني فرانك فالتر شتاينماير إن إسرائيل لديها الحق في الدفاع عن مواطنيها من الصواريخ التي تطلق من قطاع غزة.[271]
- إيران: دانت المتحدثة باسم وزارة الخارجية الإيرانية مرضية أفخم بشدة الاعتداءات الصهيونية على قطاع غزة. وقالت: قتل الفلسطينيين الأبرياء بذريعة اختطاف ثلاثة مستوطنين للكيان الصهيوني واهية. وأضافت أن استشهاد الفتى الفلسطيني في القدس دليل على عجز الكيان الصهيوني أمام مقاومة وصمود الشعب الفلسطيني البطل.[272]
- الأردن: دانت الحكومة الأردنية بشدة العملية العسكرية الإسرائيلية والتي تؤدي إلى مقتل الكثير من الفلسطينيين، مطالبة إسرائيل بوقف «الاعتداء الوحشي» فوراً.[273]
- الإمارات العربية المتحدة: أعربت وزارة الخارجية الإماراتية عن استنكارها الشديد للممارسات العدوانية الإسرائيلية المستمرة في الأراضي الفلسطينية المحتلة.[274]
- الجزائر: قالت الخارجية الجزائرية يوم الثلاثاء، إن صمت المجتمع الدولي «شجع إسرائيل على المضي في سياستها التوسعية والإجرامية في الأراضي الفلسطينية المحتلة». وقال بيان للخارجية الجزائرية عقب الهجوم الإسرائيلي على : «هذه الهجمات الشرسة لم يكن لها أن تبلغ هذا المستوى من الترهيب للفلسطينيين والتضييق على أبسط حرياتهم لولا الصمت المذنب للمجتمع الدولي الذي شجع الاحتلال على التمادي في سياسته التعسفية، التوسعية والإجرامية».[275]
- السعودية: دعت السعودية إلى وقف العدوان الاسرائلي على فوراً،[276] وانتقدت عدم إدانة إسرائيل بشكل مباشر في مجلس الأمن.[277]
- السنغال: قالت الحكومة السنغالية في بيان إنها «تتابع ببالغ القلق العدوان على المدنيين في قطاع غزة وتدين بشدة قتل الأبرياء وتدمير الممتلكات». وطالبت الحكومة السنغالية نظيرتها الإسرائيلية بـ«وقف عملياتها العسكرية فورا». وقالت، في البيان، أن «السنغال ومن موقعها كرئيسة للجنة الأمم المتحدة المتعلقة بممارسة الشعب الفلسطيني لحقوقه الغير قابلة للتصرف تؤكد على دعمها الثابت والمستمر للشعب الفلسطيني حتى نيله لحقوقه المشروعة كاملة».[278]
- الصحراء الغربية في 23 يوليو، أصدرت جبهة البوليساريو، التي تدعي السيادة على الصحراء الغربية (المتنازع عليها مع المغرب)، بيانا يدين «بأشد العبارات الإبادة الجماعية والدمار الشامل الذي ترتكبهم إسرائيل هذه الأيام في قطاع غزة» وتؤكد من جديد على «التضامن القوي» مع الشعب الفلسطيني.[279]
- المملكة المتحدة: دعت الحكومة البريطانية اليوم الفلسطينيين والإسرائيليين إلى بذل ما في وسعهم لضبط النفس وتجنب سقوط المزيد من الضحايا الأبرياء. وقال وزير الخارجية البريطاني ويليام هيغ في بيان صحفي: «إنني أشعر بقلق عميق حيال تصاعد حدة أعمال العنف في كل من قطاع غزة وجنوب إسرائيل مؤخرا».[280]
- النرويج: أعربت رئيسة الحكومة النرويجية آرنا سولبرغ، اليوم الأربعاء، عن قلقها البالغ إزاء تصاعد الصراع في منطقة الشرق الأوسط، معربة عن اقتناعها بضرورة تدخل المجتمع الدولي لممارسة الضغوط على الطرفين الإسرائيلي والفلسطيني.[281] فيما أوضح وزير الخارجية بورغه برنده ضرورة تحقيق وقف «فعلي» لإطلاق النار بوقف إطلاق حماس للصواريخ وعدم قيام إسرائيل بشن هجمات على المواقع التي تضر بالمدنيين الفلسطينيين مقرا في الوقت نفسه بأن الهجمات الإسرائيلية على القطاع في الأيام الأخيرة تعتبر غير متناسبة مع الهجمات بالصواريخ التي تشنها حركة حماس.[282]
- النيجر: في 22 يوليو، أصدرت حكومة النيجر بيانا يدين القصف الجوي لإسرائيل على قطاع غزة ودعت إسرائيل إلى «إنهاء سياسة الاحتلال والاستعمار وكذلك الحصار المفروض ظلما على قطاع غزة، والتي هي في جذور الثورة المشروعة للشعب الفلسطيني». كما دعت النيجر الأمين العام للأمم المتحدة، وكذلك أعضاء مجلس الأمن الدولي لوضع حد فوري لل«الجرائم البشعة التي ارتكبت في قطاع غزة» وإيجاد أساس للتوصل إلى حل عادل ودائم للصراع الفلسطيني الإسرائيلي.[283]
- الولايات المتحدة: أدان البيت الأبيض إطلاق الصواريخ على إسرائيل والتي وصلت إلى مدينة تل أبيب وعبر عن تأييده لحق إسرائيل في الدفاع عن نفسها من الاستهداف المتعمد للمدنيين من جانب «منظمات إرهابية» في قطاع غزة.[284]
- باكستان: أدانت الخارجية الباكستانية الهجوم الإسرائيلي على قطاع غزة، وعبرت في بيان لها عن قلق الحكومة الباكستانية بسبب ما يتعرض له الفلسطينيين من قتل وحصد أرواح عدد من النساء والأطفال الأبرياء.[285]
- تركيا: قال رئيس الوزراء التركي رجب طيب أردوغان إن النهج الذي تتبعه إسرائيل تجاه الفلسطينيين لا يختلف عن عقلية الزعيم الألماني الراحل أدولف هتلر، متهما تل أبيب بارتكاب «فظائع وحشية ممنهجة». وانتقد أردوغان المجتمع الدولي بسبب ما وصفه بـ«التراخي» في إيقاف الاعتداءات الإسرائيلية، وتابع: «المجتمع الغربي والمجتمع الدولي يتجاهل مأساة فلسطين منذ عام 1948».[286]
- تونس: دانت وزارة الشؤون الخارجية التونسية بشدة التصعيد العسكري الإسرائيلي في قطاع غزة داعية للوقف الفوري للاعتداءات التي وصفتها بأنها "غير مبررة". واعتبرت أن الاعتداءات الإسرائيلية تهدف " إلى مزيد من تدمير مقومات عيش الشعب الفلسطيني، وتضع كل المنطقة مجددا على شفا الانفجار.[287]
- جنوب أفريقيا: أدان المؤتمر الوطني الأفريقي، الحزب الحاكم في جنوب أفريقيا، "الهجمات الوحشية على الشعب الفلسطيني الأعزل في قطاع غزة". وأضاف البيان أن "الهجمات الأخيرة يجب أن تتوقف وكذلك استمرار الاحتلال الإسرائيلي الغير شرعي والعقاب الجماعي الإسرائيلي للفلسطينيين"."[288]
- سوريا: دانت وزارة الخارجية والمغتربين السورية، «المجزرة التي ارتكبتها إسرائيل من خلال غارتها الجوية الوحشية على المدنيين وممتلكاتهم في الأراضي الفلسطينية المحتلة وخاصة في قطاع غزة، وراح ضحيتها 15 فلسطينيا». وأعلنت الخارجية في بيان، أن «إسرائيل قامت بتصعيد عدوانها الوحشي على الشعب العربي الفلسطيني، وذلك عندما سمحت الحكومة الإسرائيلية لعصابات المستوطنين باختطاف طفل فلسطيني وحرقه وهو حي». ودانت «صمت مجلس الأمن وما يسمى الجامعة العربية غير المبرر، على هذه الجرائم المستمرة ضد الشعب الفلسطيني الشقيق»، وطالبت «مجلس الأمن والمجتمع الدولي بوقف العدوان الإسرائيلي، الذي يهدد الأمن والسلم في المنطقة».[289]
- فرنسا: حثت وزارة الخارجية الفرنسية جميع الأطراف على ضبط النفس وأكدت رفضها لكل أشكال العنف.[290]
- فنزويلا: قال الرئيس نيكولاس مادورو أن حكومة بلاده تدين بشدة الرد العسكري الجائر وغير المتناسب من قبل دولة إسرائيل غير الشرعية ضد الشعب الفلسطيني البطل".[291]
- بوليفيا: في 30 يوليو أعلن الرئيس إيفو مورالس إسرائيل دولة إرهابية وقال إن الهجوم على قطاع غزة «يظهر أن إسرائيل لا تحترم مبادئ احترام الحياة والحقوق الأساسية التي ترعى التعايش المشترك السلمي والمتآلف لأسرتنا الدولية».[292]
- كندا: قال رئيس الوزراء الكندي ستيفن هاربر إن «بلاده تقف حتى النهاية مع إسرائيل وتدعمها في حربها على قطاع غزة». وأضاف في بيان صحفي اليوم الأحد - أن القوات الفلسطينية تطلق الصواريخ باتجاه إسرائيل، بدون التفريق بين مدني وعسكري، قائلاً: «قولاً واحداً هذه أعمال إرهابية». وأشار إلى أن «حماس تستخدم المدنيين دروعاً بشرية في قطاع غزة، وأن على المجتمع الدولي ألا يدين ما تقوم به إسرائيل من هجمات على الإرهابيين» على حد زعمه، لافتاً أن كندا تدعو جميع حلفائها للوقوف بجانب «إسرائيل» في الحرب التي تخوضها ضد حماس التي تقتل المدنيين العزل، كما زعم.[293]
- كوبا: أصدرت وزارة الخارجية الكوبية بياناً يدين بشدة العدوان الإسرائيلي الجديد ضد قطاع غزة، مستخدمة قوتها العسكرية والتكنولوجية لتنفيذ سياسة العقاب الجماعي، عبر استخدام غير متكافئ للقوة، والذي يخلف خسائر بشرية مدنية من الأبرياء، بالإضافة إلى الأضرار المالية الجسيمة. ودعت المجتمع الدولي إلى مطالبة إسرائيل بوقف التصعيد الجديد للعنف، وفقط المحادثات على قاعدة متكافئة يمكن أن يؤدي إلى سلام عادل.[294]
- ماليزيا: أدان رئيس الوزراء الماليزي محمد نجيب عبد الرزاق، الغارات الجوية الإسرائيلية على قطاع غزة، مطالبا بوقف فوري للعمليات العسكرية على القطاع. وأكد إن السلام لن يتحقق إلا بتكوين دولتين مستقلتين، وأنه يجب على جميع الأطراف الالتزام بهذا المبدأ.[295] وأكد رئيس الوزراء لاحقا، أن بلاده ستستمر في دعم نضال الشعب الفلسطيني العادل. وأضاف نجيب أن ماليزيا سوف تقدم الدعم والمساعدة لفلسطين حتى تصبح دولة مستقلة ذات سيادة.[296]
- مالي: في 24 يوليو، أعلنت حكومة مالي يوم حداد وطني على ضحايا الشعب الفلسطيني، مشيرة إلى تضامنها مع الشعب الفلسطيني في نضاله من أجل «الحرية والكرامة والاستقلال.»[297]
- مصر: أدانت مصر الاعتداءات الإسرائيلية الصارخة على قطاع غزة والتي أدت إلي مقتل وإصابة العشرات من الفلسطينيين.[298]
- المالديف: أعلنت حكومة المالديف مقاطعة المنتجات الإسرائيلية وإلغاءَ ثلاث اتفاقيات ثنائية وقعت معها، وذلك احتجاجًا على العملية العسكرية الإسرائيلية.[299]

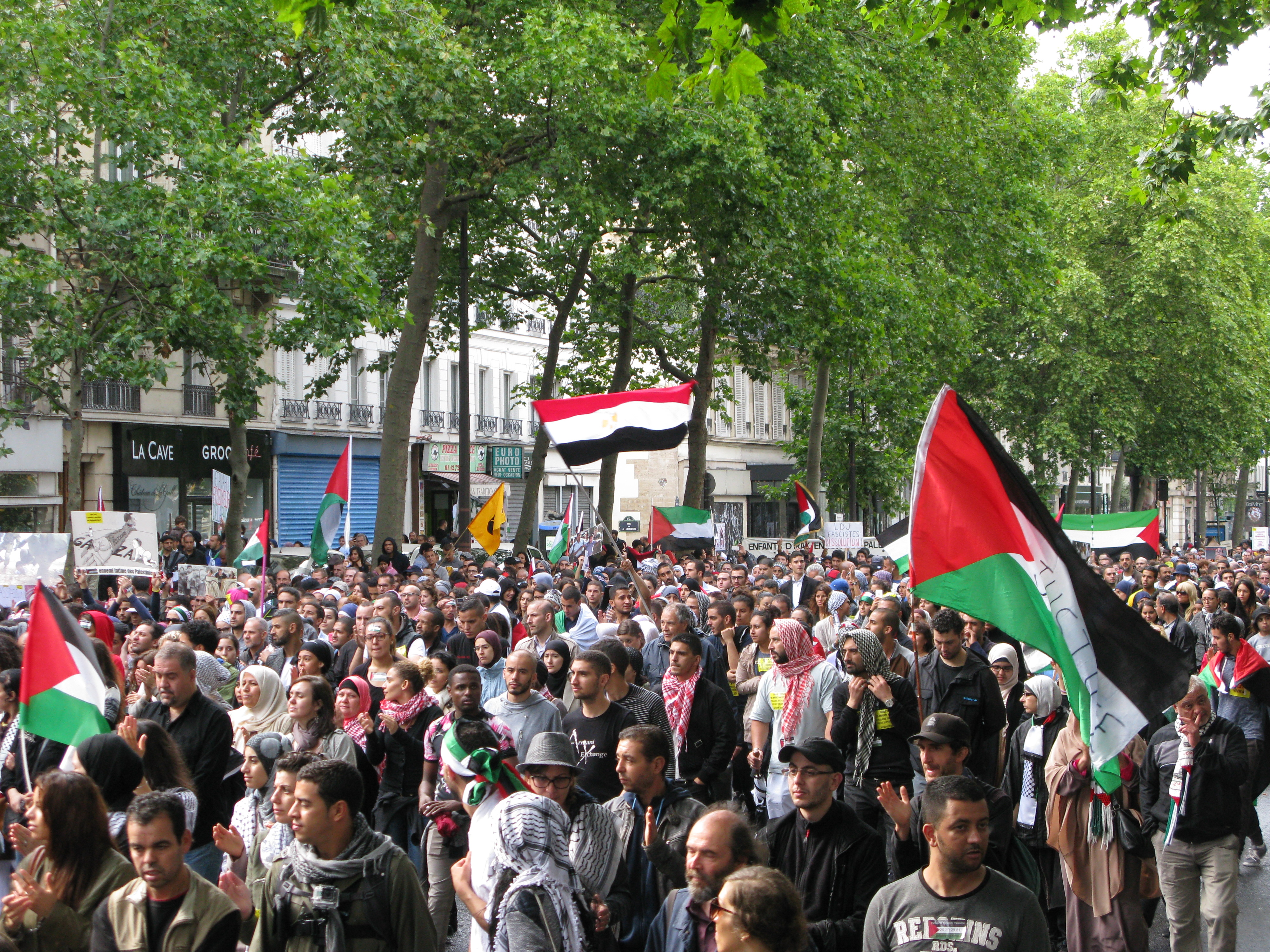
جانب من مظاهرة باريس في 13 يوليو 2014

### التحركات الشعبية
- فرنسا: منذ بداية العدوان جابت مظاهرات عديدة المدن الفرنسية، مدعومة أساسا من الكنفدرالية العامة للشغل، الرابطة الفرنسية لحقوق الإنسان، الاتحاد اليهودي الفرنسي للسلام، جمعية التضامن الفرنسية الفلسطينية، الحزب الشيوعي الفرنسي، الحزب الجديد المناهض للرأسمالية، أوروبا الإيكولوجية الخضر وحزب اليسار، وبدأت في 13 يوليو 2014 في باريس أين شارك فيها حوالي 10 آلاف،[300] وكذك في باريس أيضا في 24 يوليو شارك فيها 25 ألفا من مساندي القضية الفلسطينية،[301] وتم تنظيم مظاهرات أخرى في ليل وليون ومارسيليا وبوردو وتولوز [302] والعديد من المدن الأخرى تراوح عدد المتظاهرين فيها بين 200 و3000 متظاهر.[302]
- إسبانيا: وقع أكثر من مائة فنان إسباني من بينهم الممثلين بينيلوبي كروز وخافيير باردم والمخرج بيدرو ألمودوبار بيانًا بعنوان «بيان الثقافة ضد الإبادة الجماعية للفلسطينيين» اتهم البيان إسرائيل بممارسة إبادة جماعية ضد الفلسطينيين وجاء في البيان مطالبة لإسرائيل بالعودة إلى حدود 1967 والإنهاء الفوري للحصار.[303]

## مؤتمر إعمار
عُقد مؤتمر إعمار قي القاهرة 12 أكتوبر 2014 بحضور الرئيس المصري عبد الفتاح السيسي ووجود 50 منظمة وحكومة.